# Maracaibo
Pour les articles homonymes, voir Maracaibo (homonymie).
Maracaibo	ou Maracaïbo, est une ville du Venezuela et la capitale de l'État de Zulia. Elle est située à l'entrée du lac de Maracaibo, à 514 km à l'ouest de Caracas. La population de son aire urbaine était estimée à 1 551 539 habitants en 2011. Maracaibo, dont l'économie repose sur l'exploitation du pétrole du lac de Maracaibo, est la deuxième plus grande ville du Venezuela après la capitale.

## Géographie

Maracaibo, au centre de la carte, est situé sur la rive occidentale du chenal qui relie le lac Maracaibo au sud et le golfe du Venezuela au nord.

### Localisation
La ville est située au nord-ouest du Venezuela, à 80 km de la frontière colombienne et borde le chenal qui relie le lac de Maracaibo et le golfe du Venezuela dans la plaine de Maracaibo. Elle est reliée à la rive orientale du chenal par le pont du Général-Rafael-Urdaneta long de 8,7 km.

### Hydrographie
La région possède un bon drainage naturel du fait de la présence de gorges naturelles qui débouchent sur le lac.

### Géologie, relief et sismicité
Le relief de la région et de la ville sont peu marqués, Maracaibo étant située dans la plaine alluviale liée au chenal du lac Maracaibo. La sismicité est peu importante en raison de l'éloignement relatif de Maracaibo par rapport aux bords de la plaque des Andes du Nord où elle occupe une position centrale, éloignée des failles principales, notamment celle de Boconó dans les Andes vénézuéliennes.

### Faune et flore

#### Faune
Parmi les mammifères endémiques de l'écorégion du nord-ouest du Venezuela que l'on peut trouver à Maracaibo ou dans ses environs proches, on peut citer l'opposum Marmosa xerophila et le rongeur Calomys hummelincki. Parmi les oiseaux, on peut citer le Martinet pygmée (Tachornis furcata), le Colibri trompeur (Leucippus fallax), le Picumne cannelle (Picumnus cinnamomeus), le Synallaxe à moustaches (Synallaxis candei), le Batara à dos noir (Thamnophilus melanonotus), le Tyranneau à bec fin (Inezia tenuirostris), le Tohi de Tocuyo (Arremonops tocuyensis)  et le Cardinal vermillon (Cardinalis phoeniceus).

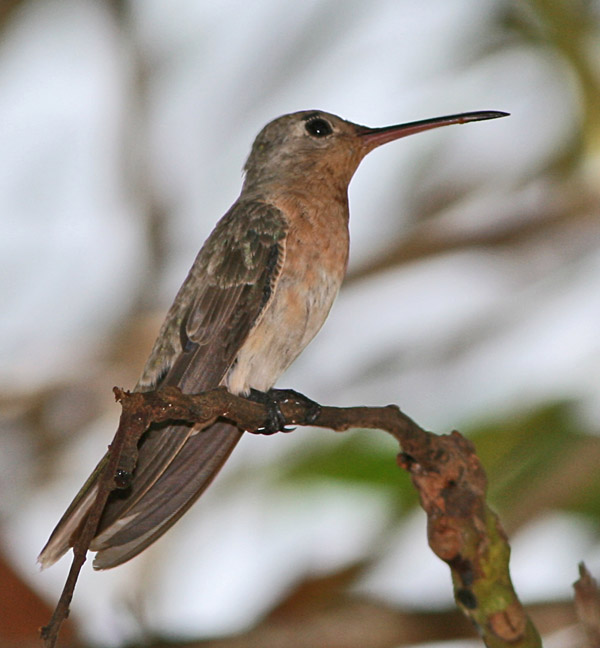
Colibri trompeur
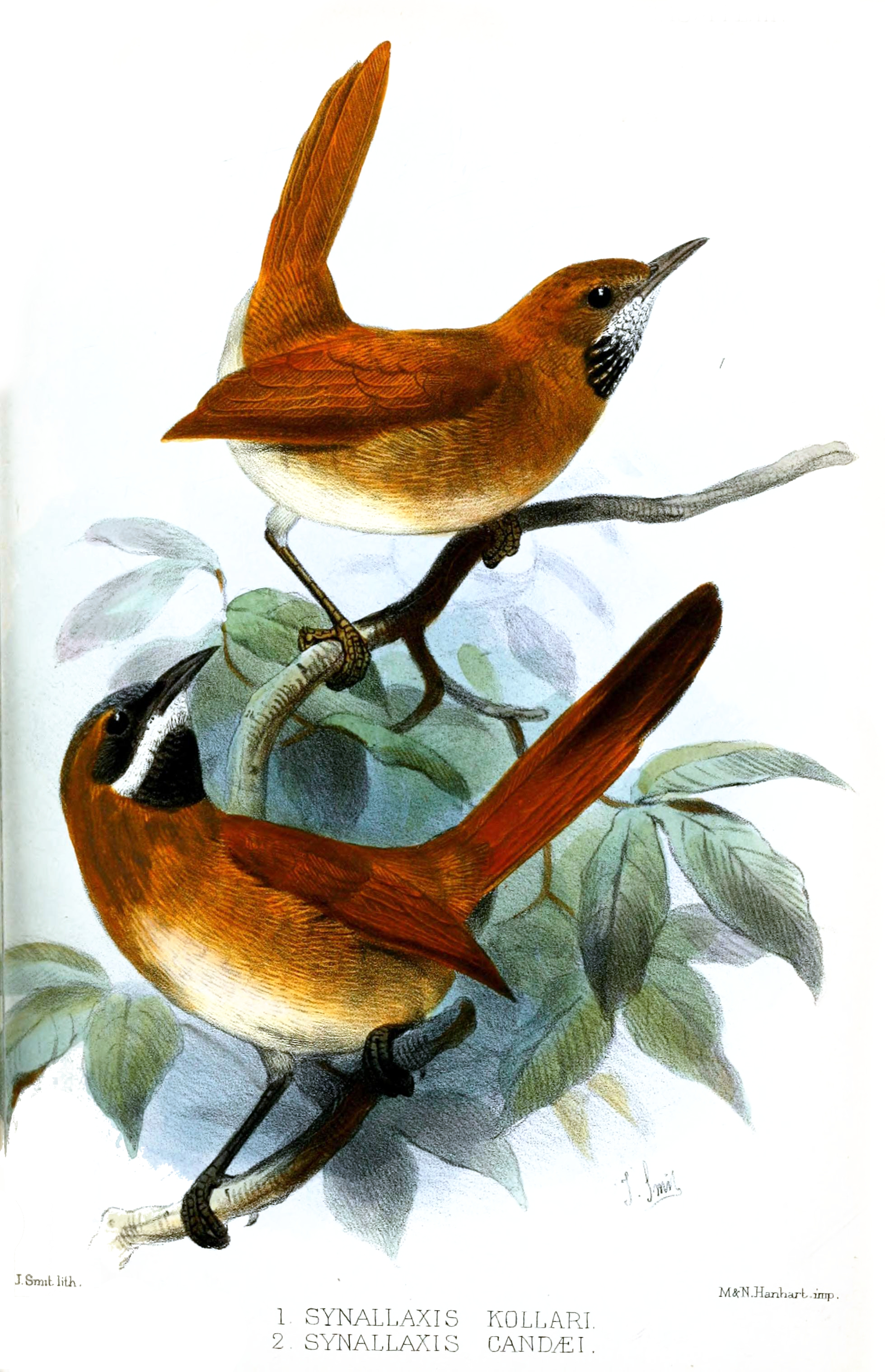
Synallaxe à moustaches
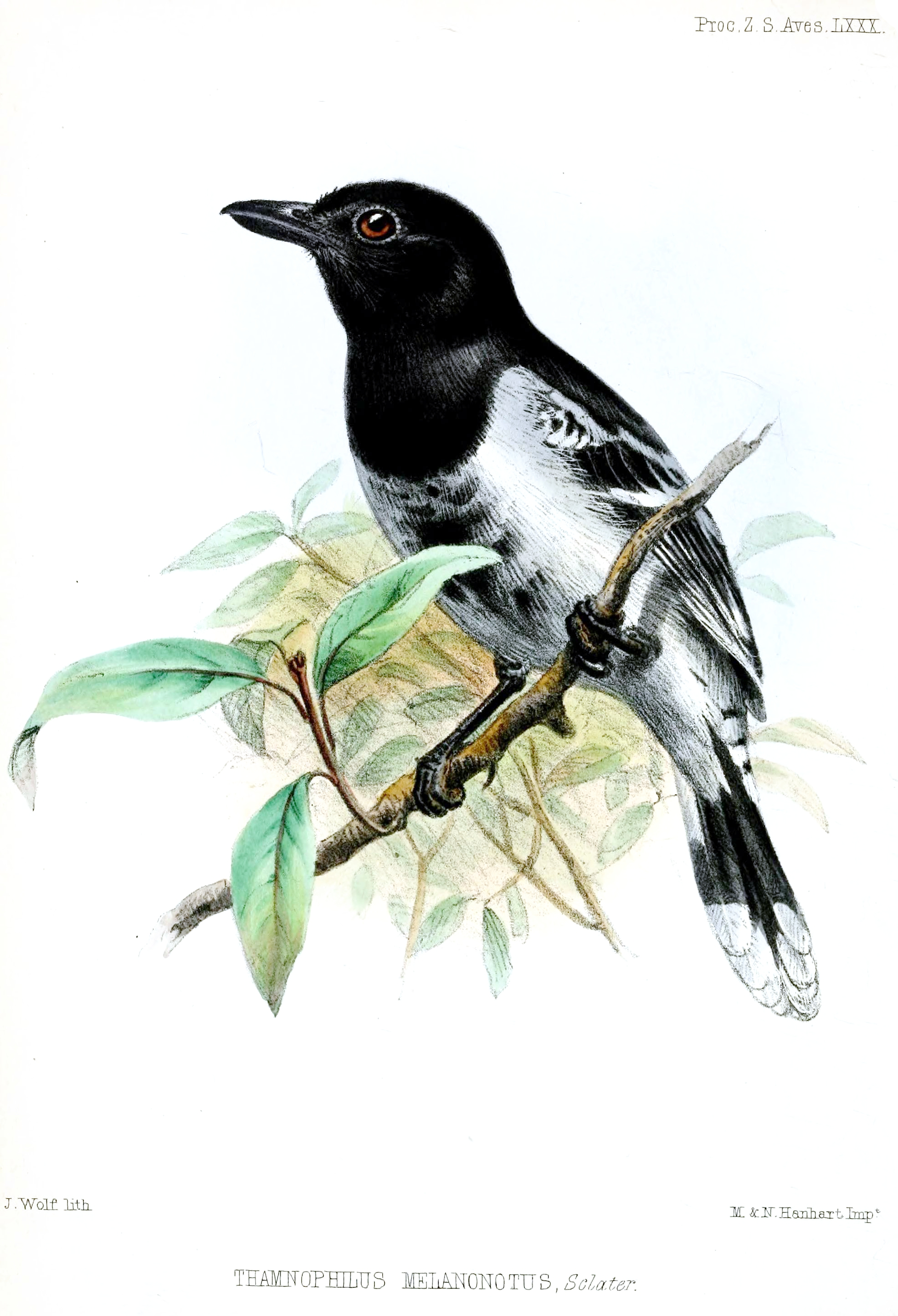
Batara à dos noir
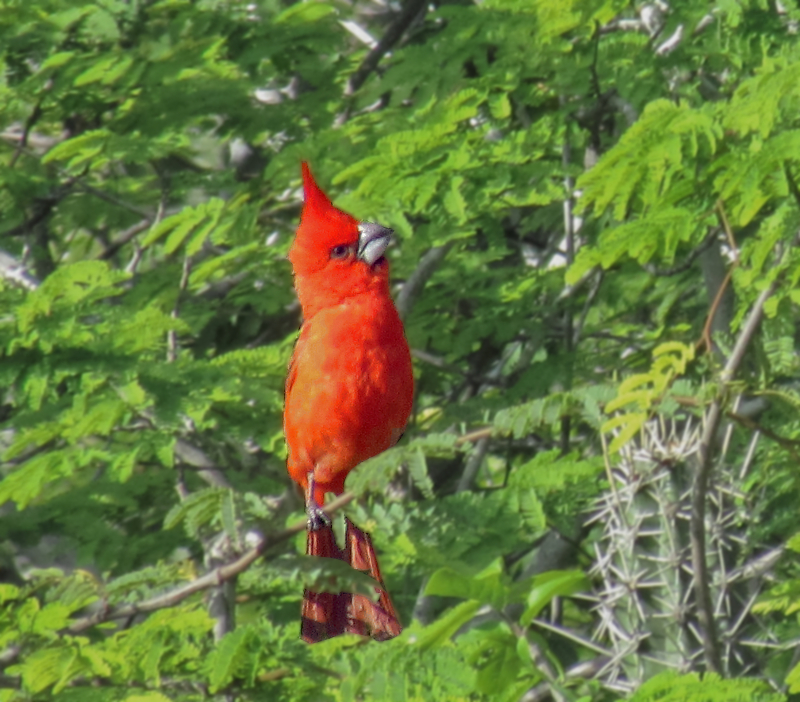
Cardinal vermillon

#### Flore
La terre est peu fertile et la végétation varie de la savane que l'on trouve tout autour du lac Maracaibo, à la forêt tropicale sèche fragmentaire aux espèces xérophiles. Parmi les espèces courantes, citons les comestibles acéroles (cerise des Antilles et Byrsonima crassifolia) et parmi les autres espèces végétales de la région, on compte des espèces de graminées (Axonopus canescens), de Fabaceae (Bowdichia virgilioides, Galactia jussiaeana, Acacia glomerosa, Copaifera venezuelana, Myrospermum frutescens, Piptadenia flava), une espèce de Rubiaceae du genre Borreria, des Cyperaceae (Bulbostylis capillaris), des Dilleniaceae (Curatella americana), un palmier à cire du genre Copernicia (Copernicia tectorum), des Annonaceae (Xylopia aromatica), un grand représentant des Zygophyllaceae pouvant mesurer jusqu'à 30 mètres de hauteur (Bulnesia arborea), des Boraginaceae (Bourreria cumanensis), des Hernandiaceae (Gyrocarpus americanus), des Theophrastaceae (Jacquinia pungens) et une espèce de cactus columnaire (Stenocereus griseus).

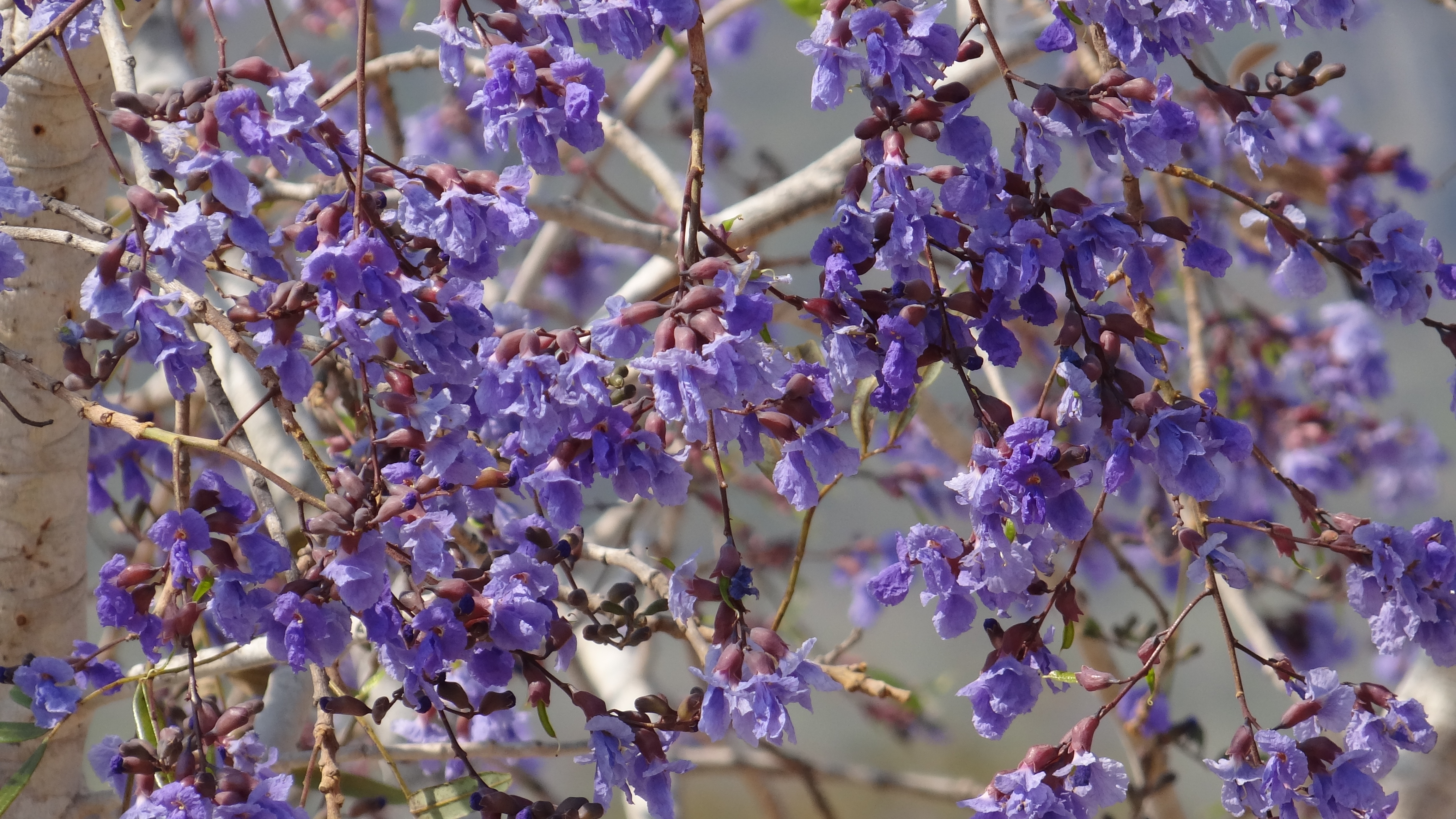
Bowdichia virgilioides
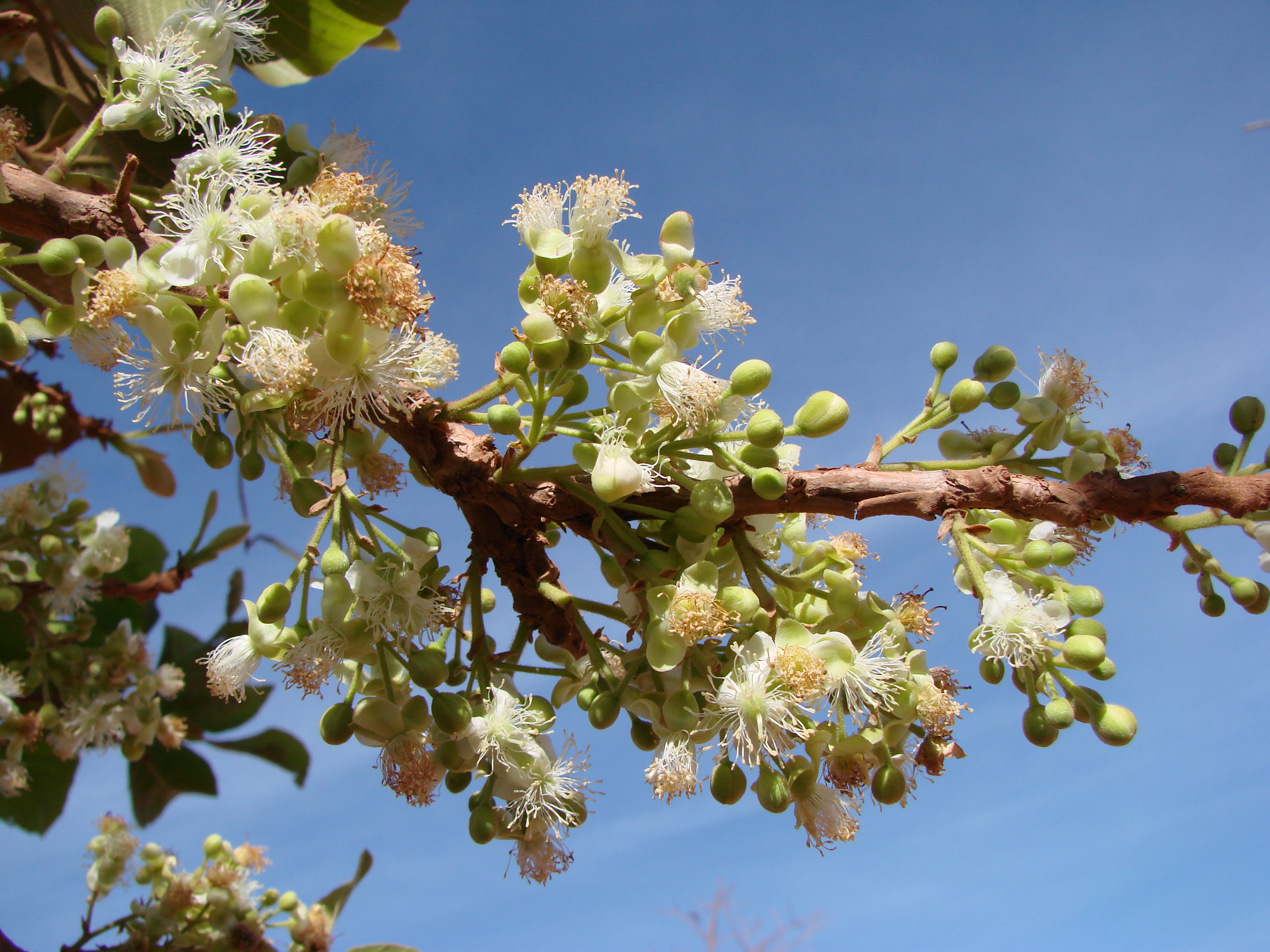
Curatella americana
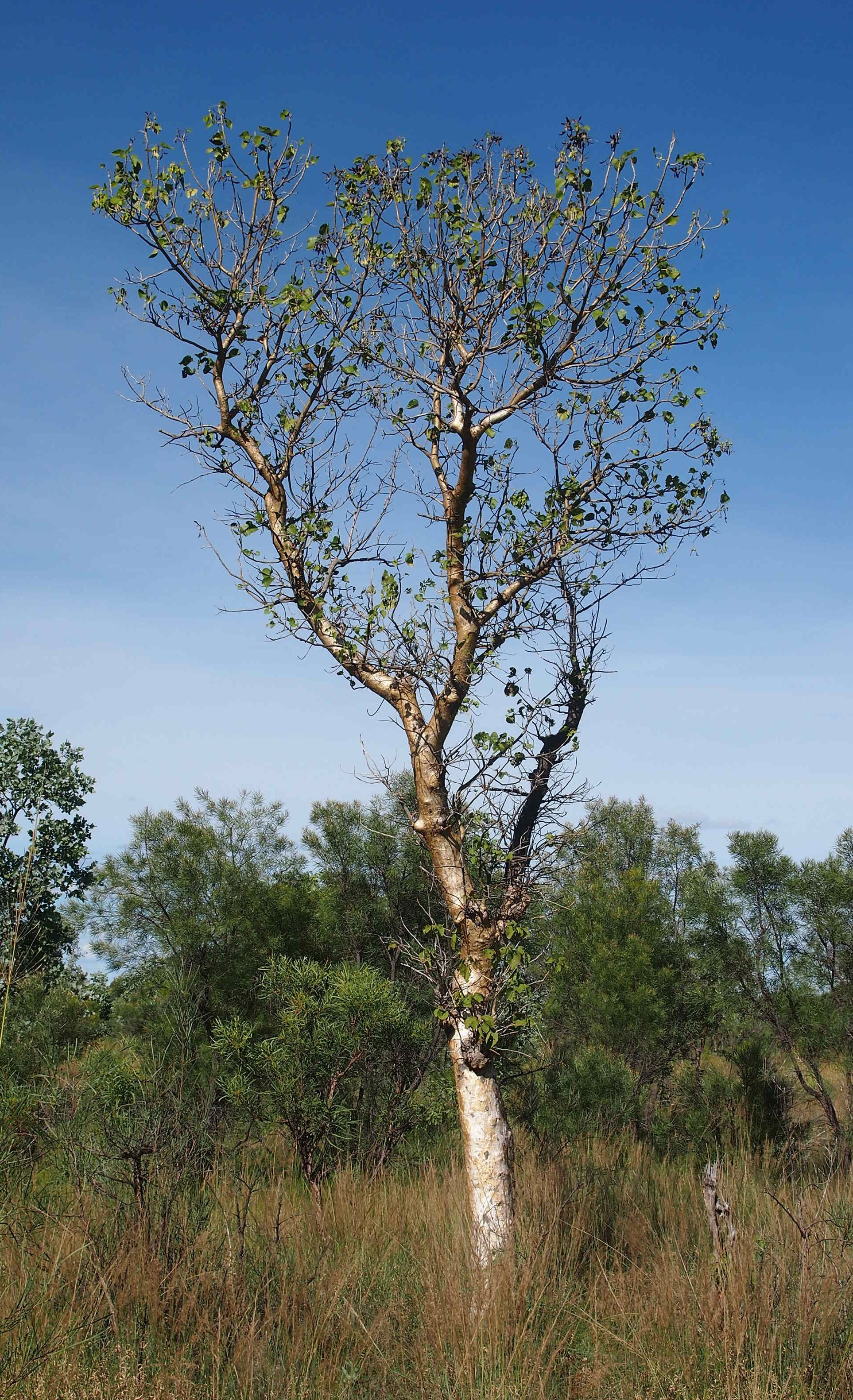
Gyrocarpus americanus
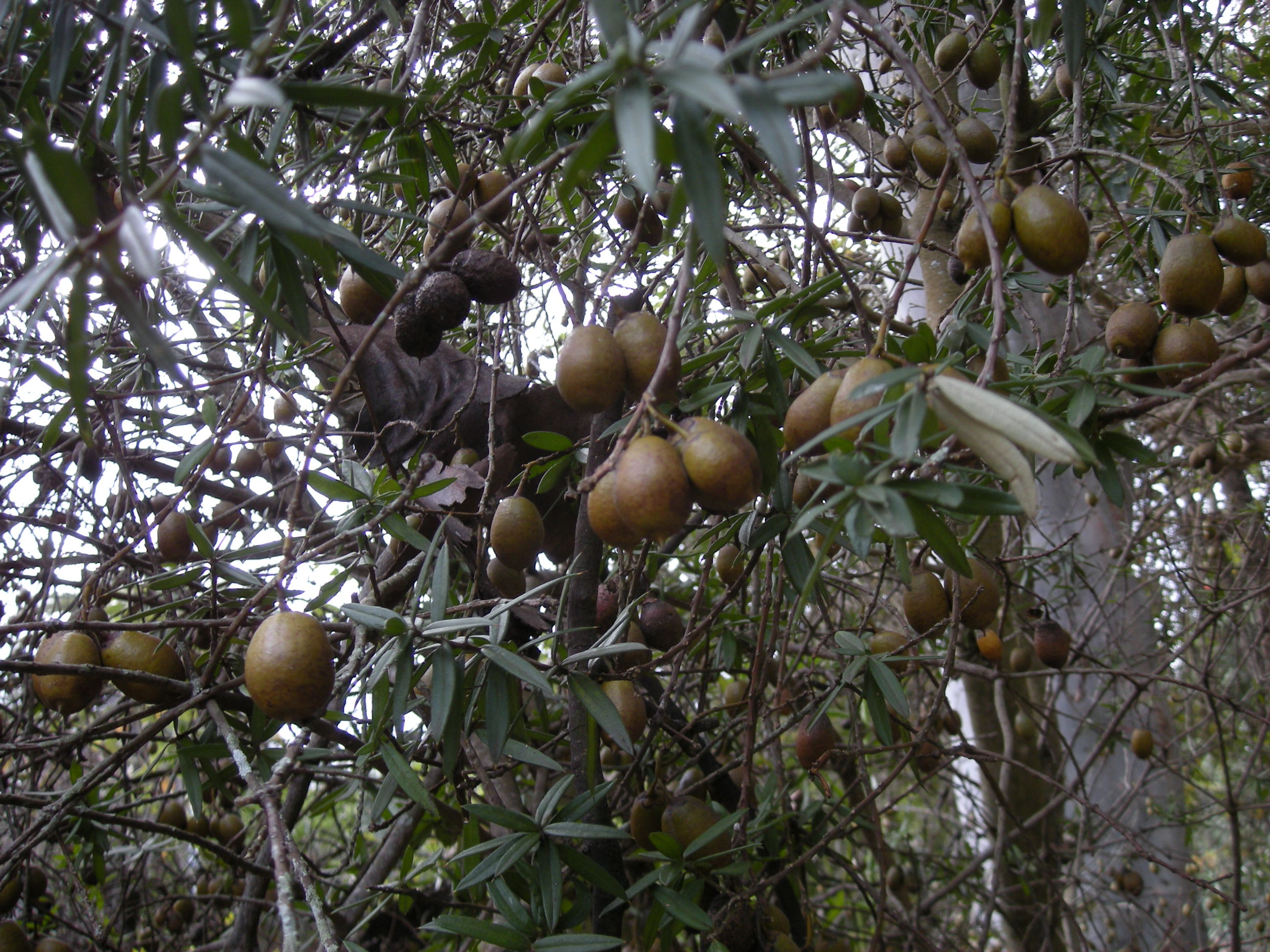
Jacquinia pungens
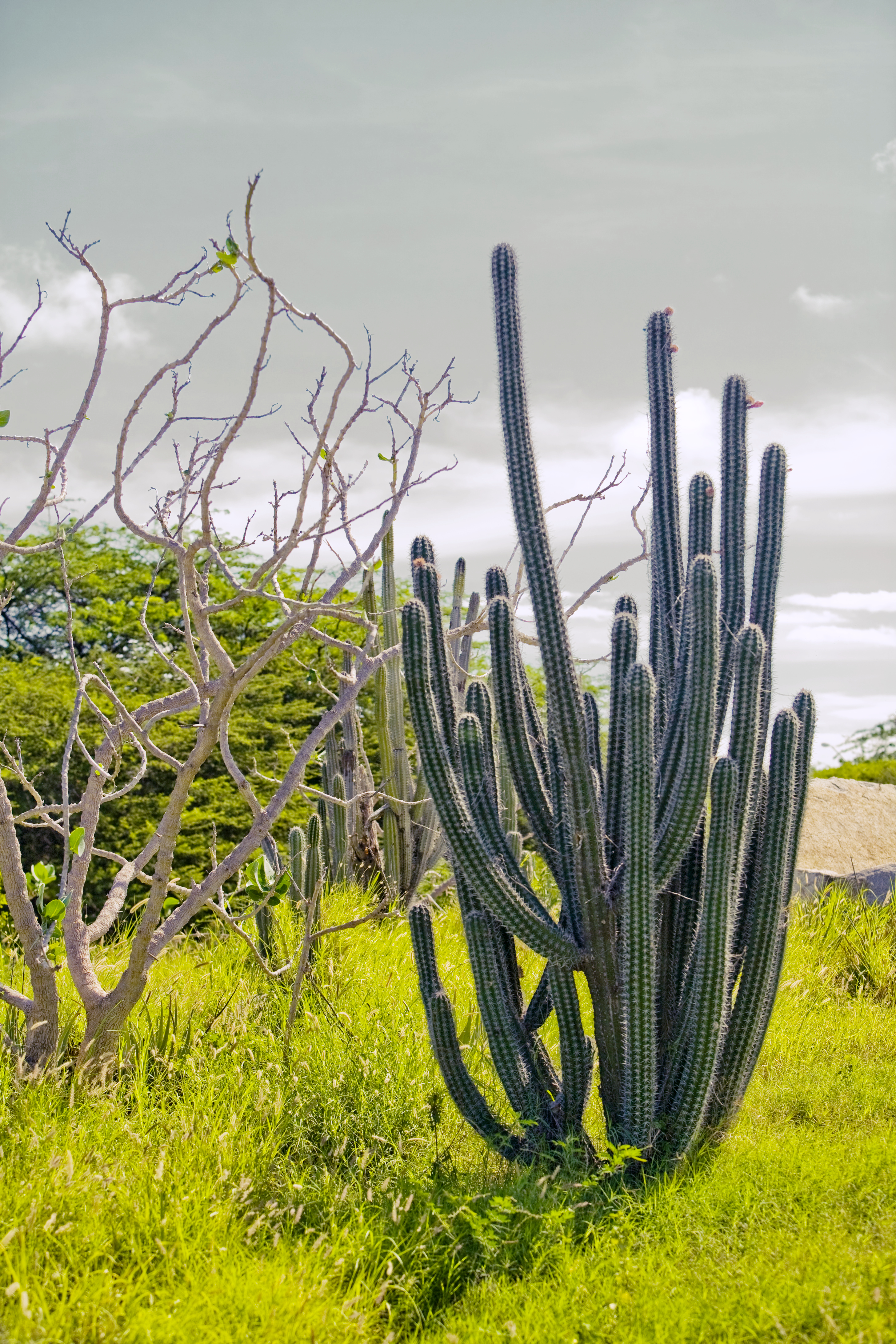
Stenocereus griseus

En 1997 est né un programme d'implantation d'une espèce d'arbre, le margousier, connu localement sous le nom de neem ou nim (Azadirachta indica) qui a comme particularité de croître rapidement par rapport aux espèces indigènes sans apport important d'eau, de résister aux hautes températures et de fournir une ombre permettant d'abaisser la température au sol. Mais on attribue à l'introduction de cet arbre la disparition d'espèces d'oiseaux car sa toxicité serait responsable de leur stérilité, ainsi que des décès humains après consommation de cette plante.

### Climat

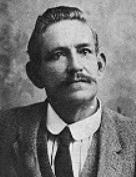
Le poète Udón Pérez (1871-1926), auteur de La Tierra Del Sol Amada, « la Terre du Soleil chéri », qui a donné l'un des surnoms de Maracaibo en raison de son climat chaud et ensoleillé tout au long de l'année.

Maracaibo a un climat semi-aride, BSh selon la classification de Köppen est connue comme « La Terre du Soleil chéri », en référence au poème d'Udón Pérez, titre qui témoigne du climat ensoleillé que l'on trouve toute l'année ou presque. Maracaibo est l'une des villes vénézuéliennes où l'on enregistre les températures les plus élevées. Elle possède un climat chaud, seulement atténué par une influence modérée du lac d'où proviennent les alizées. La température annuelle moyenne s'élève à 28,1 °C. Le lac de Maracaibo est un des endroits au monde où il y a le plus d'impacts de foudre, avec près de 300 jours d'orage par an,.
En raison de ses températures, Maracaibo et sa région comptent parmi les villes à la consommation électrique la plus élevée d'Amérique latine du fait d'une intense utilisation de systèmes d'air conditionné corrélée à son architecture qui, depuis les années 1970, est inadaptée aux caractéristiques climatiques d'une ville tropicale côtière. Ces caractéristiques ont pour conséquence un fort impact économique et environnemental en raison de ses effets au cours du temps.
Dans le passé, le climat de la ville et des régions côtières du lac, alliant hautes températures et taux d'hygrométrie élevé ont contribué à la persistance du fléau due aux essaims de moustiques. Toutefois, l'urbanisation actuelle et le contrôle des zones de reproduction ont contribué à faire baisser les problèmes liés à la propagation de ce vecteur de maladies.
| Mois                              | jan. | fév. | mars | avril | mai  | juin | jui. | août | sep. | oct. | nov. | déc. | année |
| --------------------------------- | ---- | ---- | ---- | ----- | ---- | ---- | ---- | ---- | ---- | ---- | ---- | ---- | ----- |
| Température minimale moyenne (°C) | 22   | 22,5 | 23,5 | 24,2  | 24,2 | 24,1 | 24,1 | 24   | 23,9 | 23,4 | 23,3 | 22,4 | 23,5  |
| Température moyenne (°C)          | 27   | 27,5 | 28,1 | 28,3  | 28,5 | 28,7 | 29   | 29,1 | 28,6 | 27,7 | 27,8 | 27,3 | 28,1  |
| Température maximale moyenne (°C) | 33,1 | 33,3 | 33,7 | 33,5  | 33,5 | 34   | 34,6 | 34,7 | 34   | 32,8 | 32,9 | 32,9 | 33,6  |
| Record de froid (°C)              | 17   | 19   | 18   | 18    | 18   | 20   | 19   | 17   | 19   | 18   | 20   | 19   | 17    |
| Record de chaleur (°C)            | 38   | 40   | 40   | 39    | 40   | 39   | 39   | 39   | 39   | 38   | 37   | 38   | 40    |
| Ensoleillement (h)                | 300  | 279  | 286  | 257   | 243  | 253  | 301  | 279  | 272  | 283  | 258  | 273  | 3 284 |
| Précipitations (mm)               | 3,6  | 1,2  | 8,4  | 26,2  | 70,3 | 50   | 39,5 | 53,6 | 63   | 123  | 75,7 | 15,3 | 529,8 |

| Diagramme climatique                                  |             |             |              |              |          |              |            |          |             |              |              |
| J                                                     | F           | M           | A            | M            | J        | J            | A          | S        | O           | N            | D            |
| 33,1223,6                                             | 33,322,51,2 | 33,723,58,4 | 33,524,226,2 | 33,524,270,3 | 3424,150 | 34,624,139,5 | 34,72453,6 | 3423,963 | 32,823,4123 | 32,923,375,7 | 32,922,415,3 |
| Moyennes : • Temp. maxi et mini °C • Précipitation mm |             |             |              |              |          |              |            |          |             |              |              |

### Voies de communication et transport

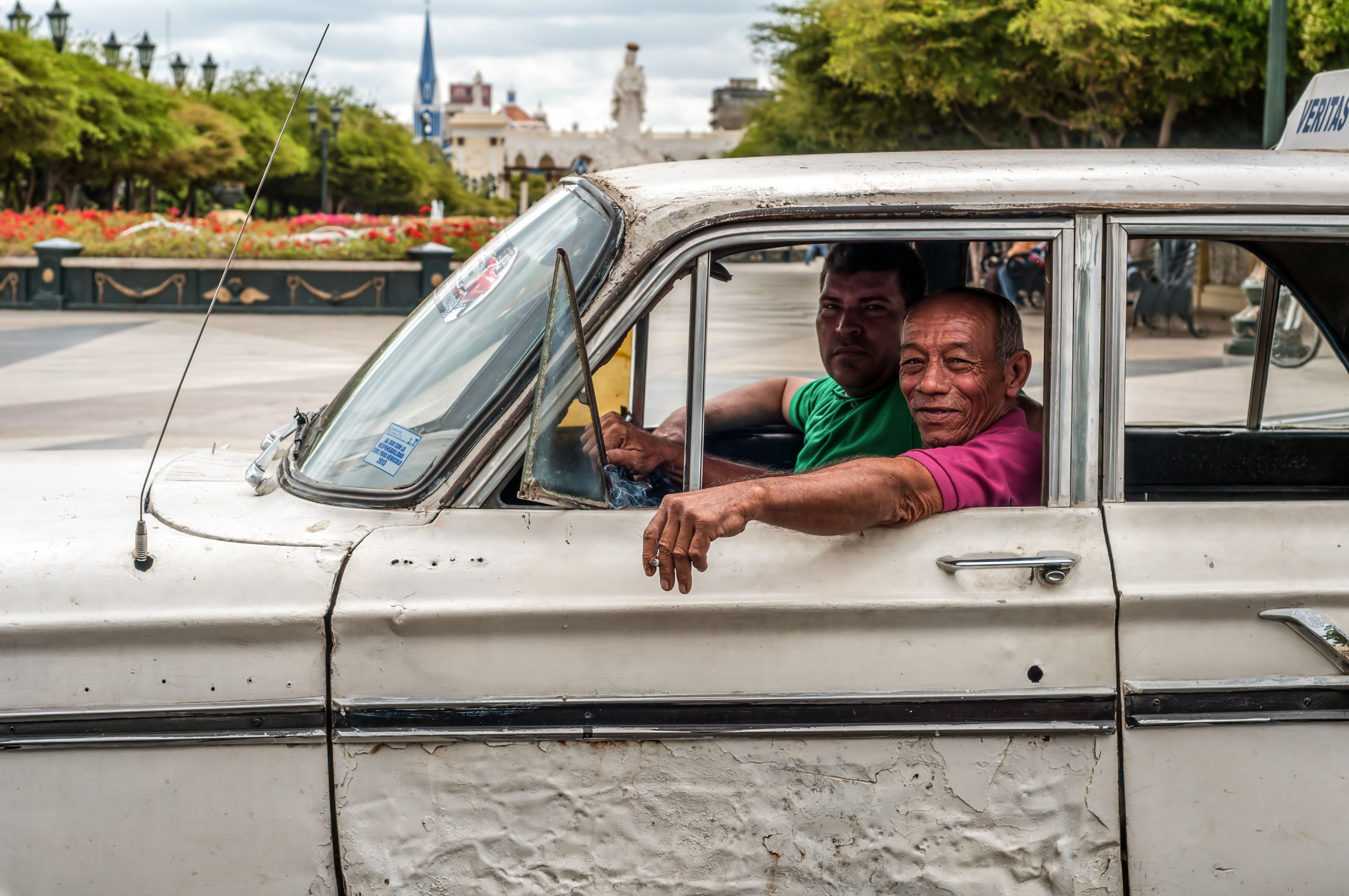
Un taxi à Maracaibo

#### Voies routières
Le Pont du Général-Rafael-Urdaneta est situé à l'embouchure du lac de Maracaibo,et permet de relier la ville au reste du pays.

#### Transports en commun

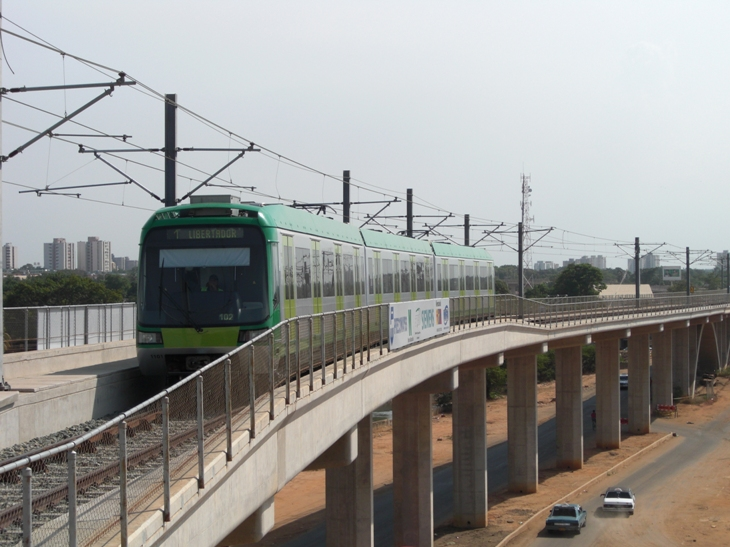
Le métro de Maracaibo à proximité de la station Sabaneta.

Les transports urbains sont qualifiés de médiocres tant la qualité de service est fluctuante. Toutefois, la ville possède une ligne de métro d'orientation sud-ouest/nord-est inaugurée en novembre 2006 et comportant 6 stations. Une extension de cette première ligne est en projet, tout comme la construction d'une seconde ligne d'orientation est-ouest. La ville est également desservie par le système des carritos por puesto, privilégié par les habitants, sorte de véhicule à 5 passagers qui circulent là où le système de bus est déficient. Ce dernier possède des lignes qui convergent autour du centre-ville.

#### Transport ferroviaire et aérien
Hormis l'ancien tramway et l'actuel réseau de métro, la ville de Maracaibo ne bénéficie d'aucune desserte ferroviaire, tandis qu'à l'échelle nationale le transport ferroviaire est particulièrement réduit et ne totalise pas 1 000 kilomètres de longueur en 2014. Toutefois, depuis 1999, il existe différents projets de développement du réseau ferré vénézuélien. En 1999, on projette la construction de deux lignes, une premièe d'environ 725 kilomètres, la linea occidental pour relier le nord de l'État de Zulia (Guasare, Puerto Bolívar et Maracaibo) avec sa partie ouest La Concepción, Villa del Rosario, Machiques, El Cruce puis une antenne avec le réseau colombien, puis le cœur de l'État de Táchira à La Fría et sa capitale San Cristóbal ; et une seconde ligne de 588 kilomètres pour relier Maracaibo à la rive orientale du lac (avec les villes de Cabimas, Bachaquero dans l'État de Zulia, Sabana de Mendoza dans l'État de Trujillo avec une branche orientale vers Barquisimeto et la capitale Caracas, El Vigía dans l'État de Mérida puis La Fría en relation avec la première ligne. Toutefois, le projet initial semble avoir depuis été réduit au profit d'une ligne plus courte entre Maracaibo et La Fría, sans liaison avec San Cristóbál ni avec la Colombie, ligne qui se poursuit vers El Vigía, Sabana de Mendoza, sans branche de retour vers la rive orientale du lac Maracaibo, mais se poursuivant directement vers Barquisimeto.
La ville est desservie par l'aéroport international La Chinita, reliant Marcaibo à la plupart des villes importantes du pays, et à l'étranger, notamment Miami aux États-Unis et Panama.

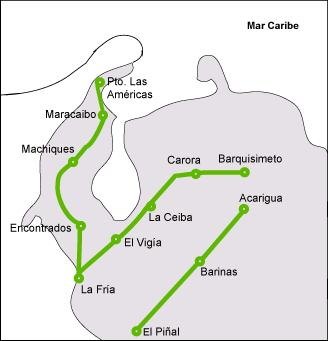
Plan simplifié de développement du réseau pour l'ouest vénézuélien.
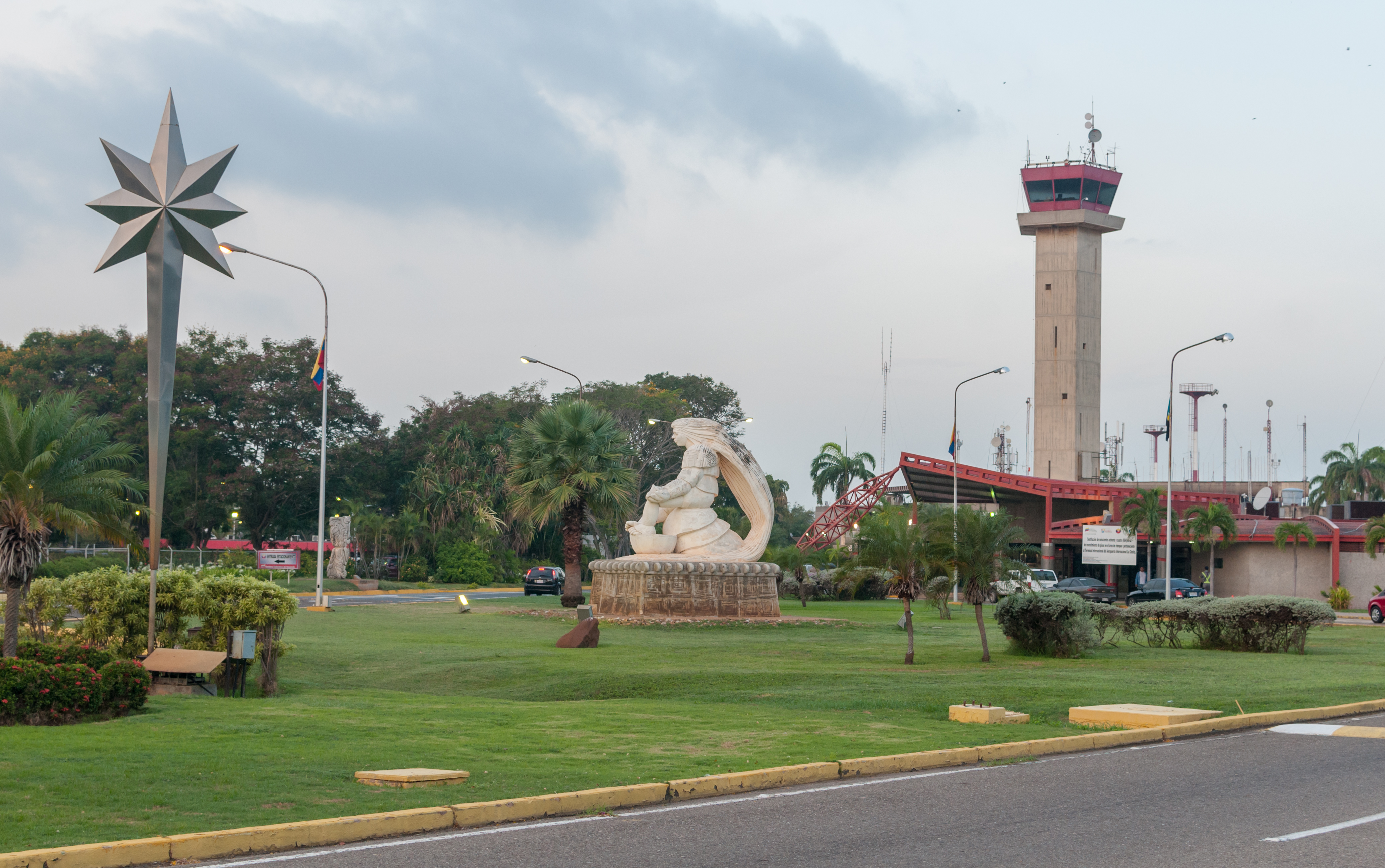
L'aéroport international La Chinita.

## Étymologie
L'origine du nom de Maracaibo est controversée. Si les faits sont relativement bien consignés dans les documents historiques,, les détails sont rares et ambigus, les interprétations divergentes au point que la même source historique peut être citée de façon contradictoire dans les travaux les plus récents.
Certains historiens se bornent à mentionner qu'au moment de la première fondation de la ville, le conquistador allemand Ambrosius Ehinger choisit le nom de Maracaibo ou Maracaybo en l'honneur d'un chef indien ou cacique de la région de l'embouchure du lac de Maracaibo. D'autres sources attribuent à ce personnage une grande influence et une importance emblématique dans la région bien que les données sur l'étendue de son territoire soient ambiguës.

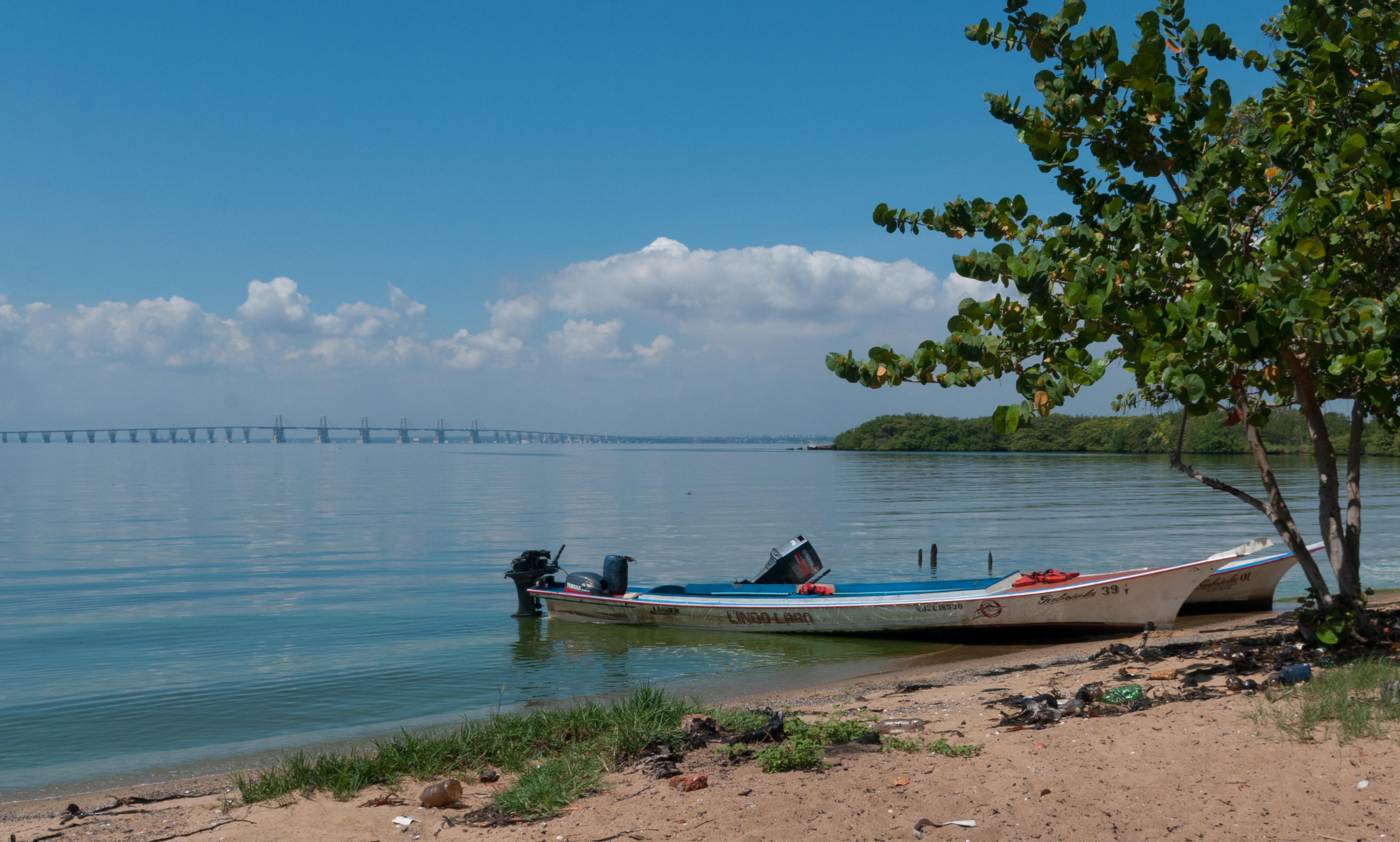
L'île de la Providence serait le lieu d'origine du jeune et courageux cacique indien Mara. Les conquistadors espagnols se seraient écriés « Mara cayó », « Mara est tombé », après l'avoir mis en déroute, Mara cayó serait l'une des origines possibles du nom de Maracaibo.

Une autre hypothèse quant à l'origine du nom de Maracaibo relate la mort du cacique Mara, un jeune et courageux chef de l'île de la Providence sur le lac Maracaibo qui aurait offert une résistance acharnée aux troupes du conquistador Ambrosius Ehinger. Après la bataille, les Espagnols auraient crié « Mara cayó », « Mara est tombé » en français, à l'endroit même où le chef indien aurait été mis en déroute,. Plusieurs historiens assurent qu'il s'agit là d'un mythe et que le nom d'un cacique ou d'un chef indien du nom de Mara n'apparaît dans aucun registre historique et qu'aucun de ces faits n'apparait dans les sources originelles ou fiables. L'hypothèse la plus probable est que les noms de Mara et de Maracaibo correspondent à un même personnage historique dont on connaît peu de choses et qui fait l'objet de nombreuses spéculations.
Malgré ces contradictions et l'absence de sources fiables, le mythe du cacique Mara s'est largement répandu dans l'inconscient collectif et la culture populaire au point qu'il apparaît désormais comme le symbole de la résistance indigène dans la région. Ce personnage est invoqué dans plusieurs rites locaux associés notamment au culte de María Lionza (es), fait l'objet d'œuvres d'art allégoriques telles que monuments, statues ou toponymes, une place de Maracaibo porte son nom, ainsi que des commémorations, comme le 12 octobre, officiellement « Jour de la résistance indigène », anciennement « Jour de la race ». Son nom est également associés à divers prix et distinctions. Enfin, une subdivision de l'État de Zulia porte son nom, la municipalité de Mara.
Quelques références sur le sens du nom Maracaibo l'associent à un lieu plutôt qu'à un nom de personnage. Il existerait ainsi une ranchería, sorte de petit communauté villageoise indigène à proximité du lieu de débarquement d'Ambrosius Ehinger sur les rives du lac et il n'est pas exclu qu'il ait confisqué ces terres pour la fondation de la ville de Maracaibo. L'absence d'études linguistiques sur les populations d'origine n'a pas empêché diverses interprétations sur le sens du nom de Maracaibo dans une langue indigène, sur la base des langues indigènes actuelles ou sur la base de références historiques. Certaines interprétations proposent ainsi de faire le lien avec Maara-iwo, « lieu où abondent les serpents, Maare kaye, « lieu au bord de la mer », ou d'autres expressions signifiant « griffe de tigre » ou « rivières des perroquets ».

## Histoire

### Les premiers «Marabinos»
Des recherches archéologiques confirment une présence aborigène sur le sol de la région 15000 ans avant notre ère. Les recherches du pionnier vénézuélien en anthropologie Josep Maria Cruxent (1911-2005) et de son collègue américain Irving Rouse (1913-2006) ont permis d'identifier du matériel céramique, des artefacts d'origine lithique, des objets manufacturés à partir de coquillage, des urnes funéraires et des ornements en métal, prouvant les traces d'un peuplement plurimillénaire.
On connaît une vingtaine de peuples indigènes présents autour du lac de Maracaibo, parmi lesquels les Wayuu, les Baris, les Agnous, les Yukpa (peuple) (en) et les Japreria (es). Toutefois, peu de choses sont connues sur les habitants en place antérieurement à l'arrivée des conquistadors espagnols. On sait que ces groupes vivant autour du lac Maracaibo appartiennent aux groupes ethniques des Caribe guerriers et navigateurs, des Chibchas et des agriculteurs Arawaks, grandes familles qui viennent de différentes régions de l'Amérique du Sud et que l'habitat lacustre est répandu autour du lac Maracaibo.
À l'arrivée des Espagnols, le peuplement est relativement hétérogène sur le territoire vénézuélien et servira de vivier pour l'esclavage. Le système communautaire varie d'une ethnie à une autre et comporte des groupes tribaux égalitaires, des sociétés nomades ou des chefferies évoluées.
Le territoire de l'État de Zulia abrite deux sous-groupes Arawaks, les Wayuu et les Agnous qui diffèrent par leur mode de subsistance. Les Wayuu sont tournés vers le commerce, la culture et le pâturage tandis que les Agnous sont identifiés sur les rives du lac, possèdent une langue différente et dont le nom signifie « gens » ou « hommes de l'eau ». La plus ancienne source écrite à leur sujet se trouve dans les comptes de chroniqueur qui les situent sur la rive occidentale du lac Maracaibo. Leur habitat sur pilotis est localisé dans une zone sûre des rives du lac à proximité de Santa Rosa de Agua, au nord de l'actuelle ville de Maracaibo.

### La fondation

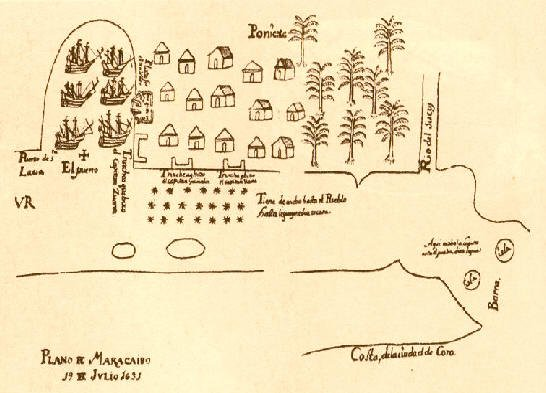
Plan de Maracaibo en 1529.

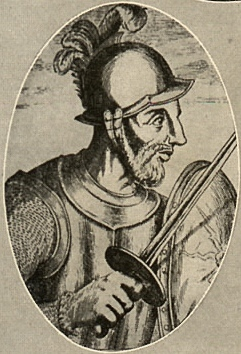
Le conquistador Alonso de Ojeda (vers 1465-1515) est le premier conquistador européen à « découvrir » le lac de Maracaibo.

Les circonstances de la fondation de Maracaibo sont floues tant les protagonistes sont multiples. Il semblerait que le premier Européen à pénétrer la zone du lac Maracaibo ait été Alonso de Ojeda (vers 1465-1515) le 24 août 1499 accompagné de Juan de la Cosa (vers 1460-1510) et d'Amerigo Vespucci (1454-1512). On leur attribue la désignation de la zone sous le nom de Venezuela, la « petite Venise » après avoir constaté que les populations vivaient dans des maisons sur pilotis sur les rives du lac et que les gens se déplaçaient d'un endroit à l'autre sur des petits ponts ou des pirogues en bois.
La ville est fondée trois fois, la première le 8 septembre 1529 par l'Allemand Ambrosius Ehinger (vers 1500-1533) qui arrive de Coro, alors capitale de la province. Ehinger est un conquistador issu de la famille Welser et premier gouverneur de la province de Venezuela, à l'époque où celle-ci n'était encore que Klein-Venedig. L'acte de fondation qui confère le nom de Maracaibo à la nouvelle entité ne crée pas de conseil, droit que lui confère pourtant son statut de ville. Dans les archives allemandes de la famille Welser, seul le nom de Neu-Nürnberg, « Nouvelle-Nuremberg » en français, apparaît. Il est probable que la fondation effectuée par Ehinger s'implante sur, ou dans les environs d'un établissement indigène. Cette première colonie ne semble pas avoir accueilli plus d'une trentaine d'individus conférant à la nouvelle fondation une activité quasi nulle. Cette situation semble avoir forcé un autre conquistador allemand Nikolaus Federmann (1505-1542) à ordonner le transfert de cette population en 1535 au cap de la Vela dans l'actuelle partie colombienne de la péninsule de Guajira au nord-ouest de Maracaibo.
En 1569, alors que la région du lac est en phase d'être soumise (1569-1571), le conquistador espagnol Alonso Pacheco fonde le peuplement de Ciudad Rodrigo sur les bouches du lac Maracaibo, également connue sous le nom de Maracaibo. Toutefois, une nouvelle expansion indigène oblige les colons espagnols à abandonner brièvement la ville qui est fondée une troisième et dernière fois en 1574. Dès 1573, le gouverneur Diego de Mazariegos décide de rétablir les colons et confie au capitaine Pedro Maldonado le soin d'accomplir cette tâche. Ainsi, la ville est refondée sous le nom de Nueva Zamora de la Laguna de Maracaibo en l'honneur du gouverneur Mazariegos, natif de la ville espagnole de Zamora.

### Attaques de flibustiers

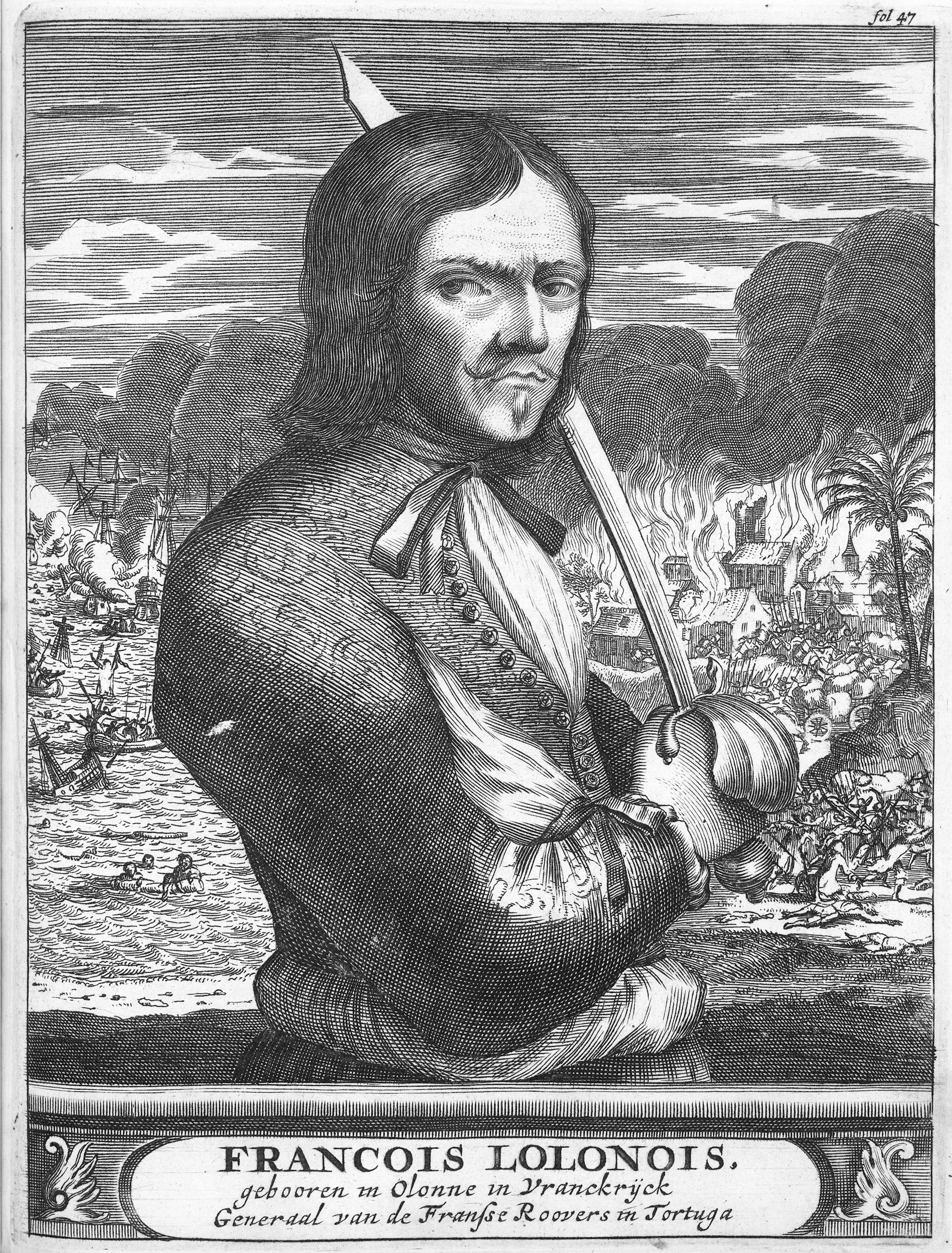
Le flibustier français François l'Olonnais attaque Maracaibo en 1665.

Entre 1614 et 1678 la nouvelle colonie doit subir plusieurs attaques de flibustiers qui s'en prennent également aux colonies du lac Maracaibo provoquant un ralentissement du développement économique de la région et l'accaparement des ressources à la construction de structures défensives telles que casernes, châteaux et tours, notamment le château de San Carlos de la Barra, le fort de Notre-Dame-du-Carmen et la tour Santa-Rosa-de-Zapara. Parmi eux, le Hollandais Henry Gerard mène une attaque dès 1614, l'Anglais William Jackson en 1642. La période de 1665 à 1669 est connue sous le nom de « Quinquenio de los pirates » et la région subit le pillage féroce du Français François l'Olonnais (1630-1671 ?) en 1666 et entre 1666 et 1669, les attaques de Michel le Basque, du Hollandais Albert van Eyck et du Galois Henry Morgan (1637-1698). Enfin, en 1678, le Français Michel de Grandmont (1645-1686) s'en prend à Maracaibo et pénètre à l'intérieur du continent jusqu'à Trujillo.

### Époque coloniale
Pendant les premières années de son existence, Maracaibo a servi de port de transbordement entre les régions de production au sud du lac accompagnées des Andes vénézuélienne, notamment Pamplona et les routes commerciales maritimes et la mer des Caraïbes.
Du point de vue administratif, Maracaibo dépend initialement de Coro à l'est puis de Mérida au sud. En 1777, du point de vue militaire et du pouvoir, elle dépend de la Capitainerie générale du Venezuela siégeant à Caracas, et du point de vue judiciaire de la Audience de Saint-Domingue.

### Indépendance et République

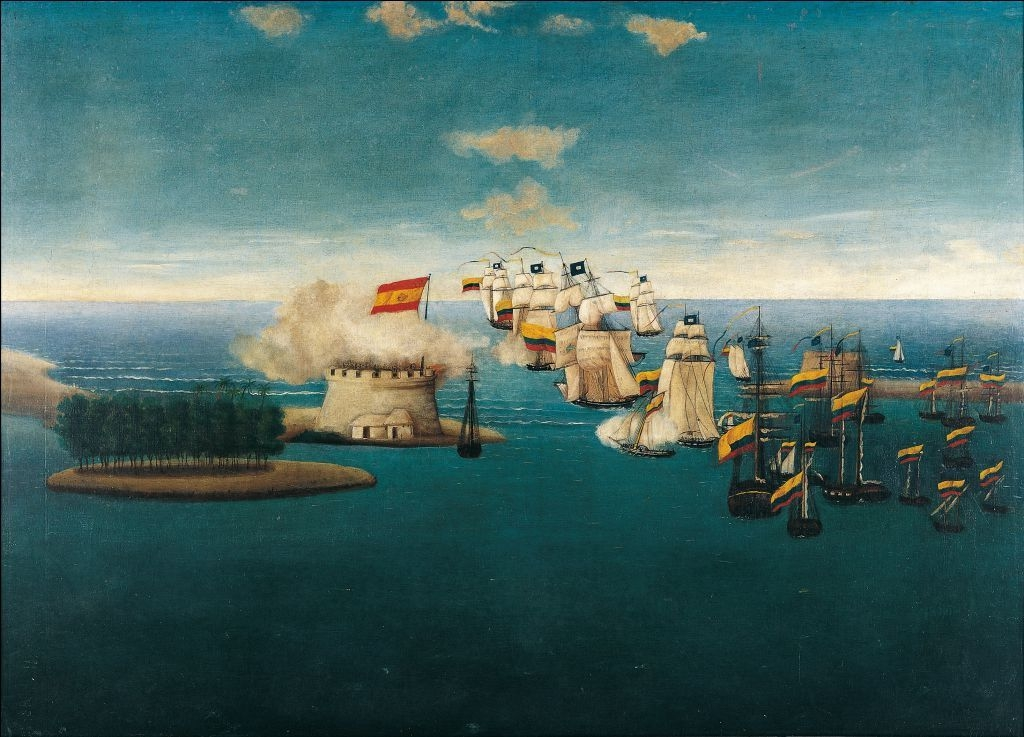
Acción del Castillo de Maracaibo, huile sur toile datée de 1840 de José María Espinosa Prieto qui évoque la bataille du lac Maracaibo de 1823.

En 1810, la Province de Maracaibo (1676) décide de se maintenir dans le giron de la couronne royale espagnole et de ne pas prendre part de la Première République du Venezuela ce qui lui vaut le titre de « Très noble et loyale » par les autorités espagnoles. Les autorités du gouvernement espagnol de Caracas encore loyaliste transfèrent le siège de la capitainerie générale du Venezuela à Maracaibo. Contrairement au positionnement royaliste de la province de Maracaibo, le général Rafael Urdaneta, héros de la Guerre d'indépendance du Venezuela face à la suprématie espagnole sera l'un des principaux chefs du parti patriotique. En 1821 se produit un mouvement indépendantiste dans les casernes de Maracaibo qui rompt l'armistice et faire renaître les hostilités qui prendront fin avec la bataille de Carabobo. À Maracaibo, les royalistes luttent pour récupérer le contrôle de la province à la bataille de Juana de Ávila et Francisco Tomás Morales (es) rétablit l'autorité de la couronne espagnole en 1822 jusqu'à sa défaite définitive à la bataille du lac de Maracaibo le 24 juillet 1823 face à la plage de Tablazo, ce qui sera de fait le dernier épisode militaire de la Guerre d'indépendance du Venezuela. Morales, dernier gouverneur espagnol, capitule à la Casa de Morales, aujourd'hui située dans le centre de Maracaibo où elle abrite l'un des musées emblématiques de la ville, scellant ainsi l'indépendance du Venezuela.

### Épanouissement économique et culturel

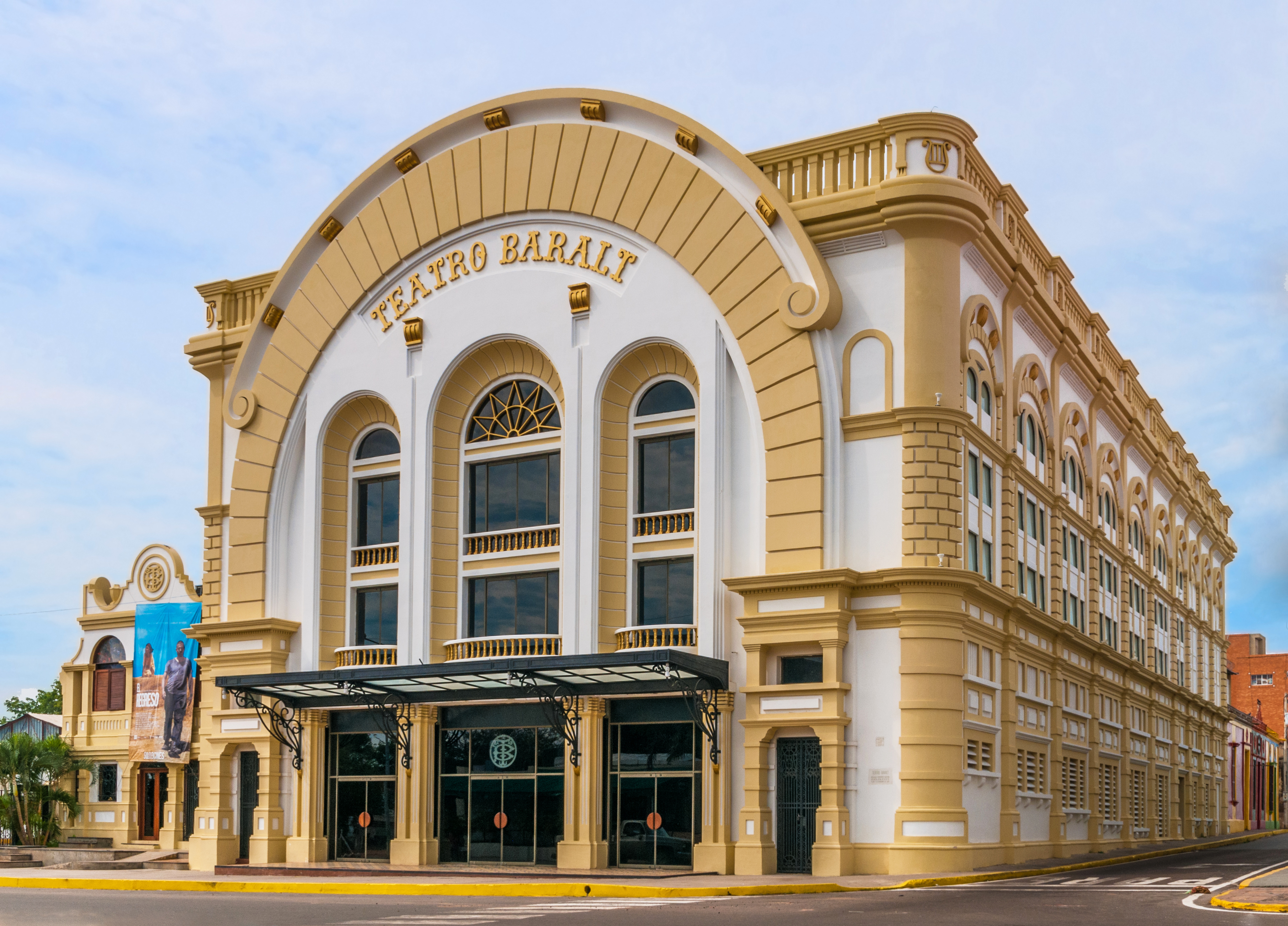
Le Teatro Baralt est inauguré en 1883 et accueille la première représentation cinématographique du pays le 11 juillet 1886.

Par sa situation Maracaibo est alors le port qui sert de débouché aux marchandises en provenance des Andes et de l'ouest vénézuélien en direction de l'Europe et de l'Amérique du Nord. La ville bouillonne d'activités avec les comptoirs commerciaux allemands et anglais, tels que Boulton, Blohm, Beckman, Breuer-Möller & Co., Zingg et Steinvorth. Ces maisons financent la création de plantations de café et de cacao et achètent la production à destination de l'Europe. Les compagnies de café, principalement allemandes comme Brewer Moller & Co., moulent le café à Maracaibo avant de le transporter par bateau à Hambourg en Allemagne. Le commerce de denrées entraîne la prospérité de la ville qui dispose des services modernes, parfois bien avant d'autres villes du pays ou d'Amérique du Sud, comme le téléphone en 1879-1880, le tramway en 1883 connu localement comme l'Empresa El Cojo et l'électricité en 1888. La ville manifeste une créativité culturelle qui va de pair avec le développement économique. La fin du XIXe siècle est marquée par l'inauguration du Teatro Baralt (1883), la naissance de la revue El Zulia Ilustrado (1888), l'ouverture de l'université de Zulia (1891) et une effervescence littéraire au tournant du siècle incarnée par les écrivains Udón Pérez (1871-1926) et Jesús Enrique Lossada (1892-1948). Aujourd'hui, Maracaibo est également connue pour son grand nombre de poètes et d'écrivains tels que Luis Perozo Cervantes, Norberto José Olivar, Carlos Ildemar Pérez et José del Prado.

### L'ère pétrolière
En 1906, Antonio Aranguren obtient une concession de pétrole dans les districts de Maracaibo et de Bolívar et le pétrole est découvert en 1914 aux puits Zumaque I et Mene Grande. À partir de cette période, les investissements en provenance des États-Unis ne cesseront plus, conférant à Maracaibo le rôle d'une des plus importantes plateformes du commerce mondial de la première moitié du XXe siècle, tandis que le pays devient le premier exportateur mondial de pétrole, rang qu'il conservera durant presque cinquante ans. La ville abrite le siège des compagnies pétrolières de l'État de Zulia et le pétrole remplace le café comme principal bien d'exportation. L'épidémie de la grippe espagnole de 1918 touche durement la ville. En 1923, Maracaibo accueille le premier hydravion et en 1929 est inauguré l'aéroport de Grano de Oro. L'université de Zulia qui a été fermée en 1929 sous le régime autoritaire de Cipriano Castro est rouverte en 1946, université dont le premier recteur est l'écrivain Jesús Enrique Lossada. Une partie du visage moderne de la ville est due à l'architecte art déco Léon Hoet (1891-1944) auquel on doit plusieurs édifices emblématiques de la ville à la fin des années 1920 et au début des années 1930, notamment le nouveau marché municipal qui abrite aujourd'hui le musée Lía-Bermúdez, la construction du Teatro Baralt et la rénovation de la basilique.
En 1942, l'église San Juan de Dios est élevée au rang de basilique mineure, gagne son actuel nom de basilique Notre-Dame-de-Chiquinquirá, tandis que la Vierge de Chiquinquirá est promue patronne de l'État de Zulia. De nouveaux quartiers apparaissent comme Ziruma qui abrite des membres de la communauté indigène des Wayuu et Las Delicias à proximité du gisement pétrolier de Shell. En 1945 est inauguré un stade olympique, aujourd'hui stade Alejandro-Borges, et l'hippodrome de la Limpia qui abrite aujourd'hui le centre commerciel « Galerías Mall ». Le 24 août 1962 le président Rómulo Betancourt inaugure le pont du Général-Rafael-Urdaneta qui traverse le chenal reliant le lac Maracaibo à l'océan Atlantique, facilitant les échanges avec la rive orientale de l'État et par-là même les États voisins de Falcón, Lara et Trujillo. Avec ses 8,67 kilomètres ce pont sera durant plusieurs années le plus long pont de ce genre au monde et bien qu'il ait été dépassé depuis, il demeure l'une des plus longues structures en béton armé du monde.

## Politique et administration
La ville est le siège de la municipalité de Maracaibo, dirigée par l'alcalde Eveling Trejo de Rosales depuis 2010. La municipalité est elle-même divisée en dix-huit paroisses civiles. Celle-ci sont :
- Antonio Borjas Romero
- Bolívar
- Cacique Mara
- Carracciolo Parra Pérez
- Cecilio Acosta
- Cristo de Aranza
- Coquivacoa
- Chiquinquirá
- Francisco Eugenio Bustamante
- Idelfonzo Vásquez
- Juana de Ávila
- Luis Hurtado Higuera
- Manuel Dagnino
- Olegario Villalobos
- Raúl Leoni
- Santa Lucia
- Venancio Pulgar
- San Isidro

La municipalité de Maracaibo dans l'État de Zulia.
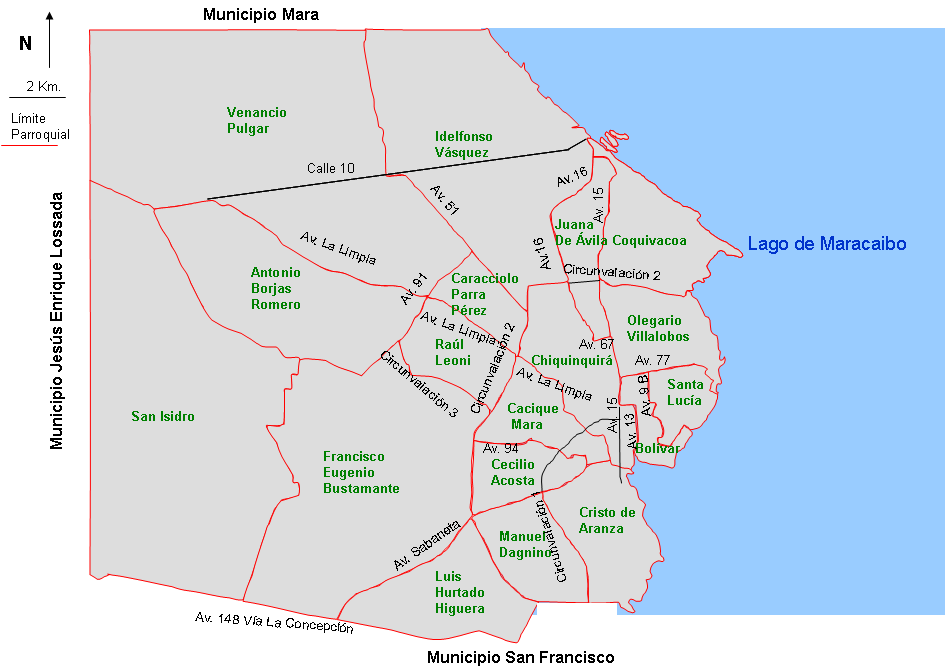
Carte des paroisses civiles de la municipalité.

### Liste desalcalde
L'alcalde est à la tête de la municipalité. Avec les réformes de 1988 et 1989, son élection se fait au suffrage universel direct. Fernando Chumaceiro est le premier alcalde élu au suffrage direct en 1989. Réélu en 1993, il cède son siège à Manuel Rosales en 1996. Ce dernier soutient Gian Carlo Di Martino pour l'élection de 2000 et celui-ci est réélu en 2004 avec l'appui du Mouvement Cinquième République d'Hugo Chávez. Dès 2008, Manuel Rosales récupère son siège mais face aux évènements politique est l'affrontement avec Hugo Chávez, il quitte son poste et demande l'asile politique au Pérou dès le mois d'avril 2009. L'intérim est assuré par Daniel Ponne jusqu'aux élections de 2010 et l'élection de l'épouse de Manuel Rosales, Eveling Trejo de Rosales.
| Période                                  | Période | Identité                 | Étiquette          | Qualité                                                                          |
| ---------------------------------------- | ------- | ------------------------ | ------------------ | -------------------------------------------------------------------------------- |
| 2010                                     |         | Eveling Trejo de Rosales | Un Nuevo Tiempo    | épouse de l'ancien alcalde Manuel Rosales et première femme alcalde de Maracaibo |
| 2009                                     |         | Daniel Ponne             | Un Nuevo Tiempo    |                                                                                  |
| 2008                                     | 2009    | Manuel Rosales           | Un Nuevo Tiempo    |                                                                                  |
| 2000                                     | 2008    | Gian Carlo Di Martino    | Podemos            |                                                                                  |
| 1996                                     | 2000    | Manuel Rosales           | Acción Democrática |                                                                                  |
| 1989                                     | 1996    | Fernando Chumaceiro      | COPEI              | premier alcalde élu au suffrage direct.                                          |
| Les données manquantes sont à compléter. |         |                          |                    |                                                                                  |

## Population et société

### Démographie
Maracaibo est la deuxième plus grande ville du Venezuela. Elle comptait 1 200 000 habitants en 2008. Elle est à la tête d'une importante agglomération, appelée « Aire urbaine de Maracaibo ». Cette dernière avait 3 600 000 habitants la même année.
| 1774   | 1810   | 1936    | 1949    | 1990      | 2000      | 2007      | 2012      |
| ------ | ------ | ------- | ------- | --------- | --------- | --------- | --------- |
| 10 312 | 43 000 | 100 000 | 218 682 | 1 249 670 | 1 372 724 | 1 835 494 | 2 212 040 |

### Enseignement

#### Enseignement supérieur
- Universidad del Zulia (1891)
- Hospital Universitario de Maracaibo (1960)
- Universidad del Zulia Núcleo Costa Oriental del Lago (1972)
- Universidad Católica Cecilio Acosta (1983)
- Universidad Rafael Belloso Chacín (1989, URBE)
- Instituto Universitario de Tecnología Readic (1990)

### Santé
La ville abrite de nombreux établissements médicaux, dont le plus important le SAHUM (Servicio autonomo hospital universitario Maracaibo), un centre hospitalier universitaire (CHU) de type IV selon la classification vénézuélienne.

## Économie

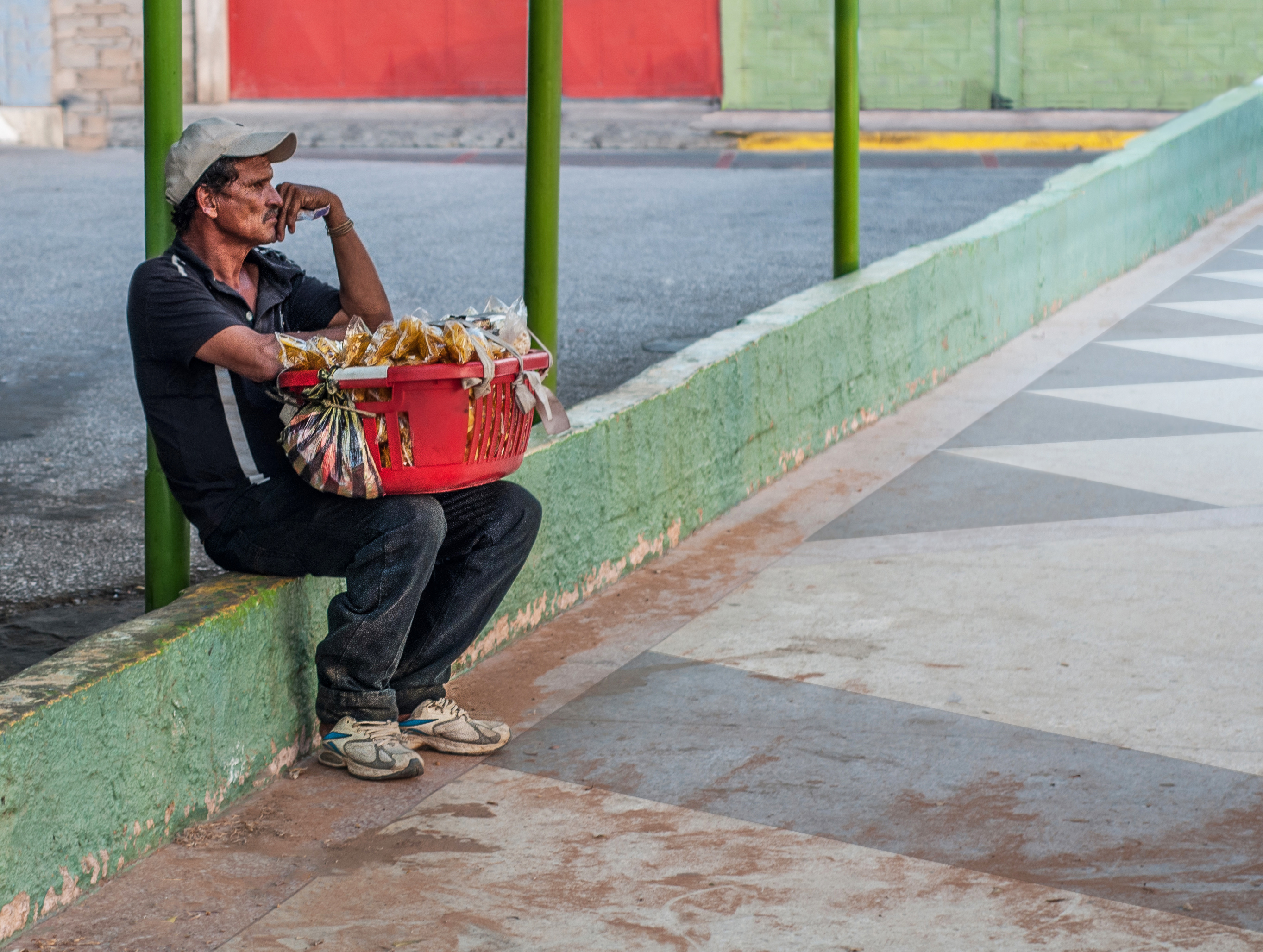
Mauvaise journée pour un vendeur de rue de la basse ville de Maracaibo. Mars 2013.

### Histoire du développement

#### Des débuts difficiles
Maracaibo est une ville ancienne à l'échelle du sous-continent américain mais la croissance des débuts est faible tant les commodités offertes aux étrangers et autres colons sont faibles à ses débuts tandis que le harcèlement des premiers habitants par les indiens indigènes ou les incessantes attaques des flibustiers du XVIIe siècle affaiblissent son développement en accaparant les ressources à la défense des premiers établissements.
Ces contraintes, tout comme les aléas de la fondation, l'activité quasi nulle du premier établissement de 1529, le transfert des premiers habitants par Nikolaus Federmann sur la côte de la péninsule de Guajira en 1535, expliquent le retard relatif du développement économique et démographique de Maracaibo à l'échelle du pays
Toutefois, l'insistance avec laquelle la ville a été fondée et refondée à son emplacement actuel dénote la volonté initiale de créer un centre portuaire à cet emplacement particulier, à l'endroit le plus étroit du canal de Maracaibo. Si la topographie ne semble pas particulièrement favorable à un établissement propice à sa défense, sa situation géographique est un atout certain pour son développement démographique et économique, catalyseur et pôle d'attraction du développement de l'arrière-pays, l'occident vénézuélien et l'actuel État de Zulia.
Aujourd'hui, Maracaibo abrite le siège de nombreuses entreprises de niveau régional, national ou international et a été le foyer de la première banque privée du Venezuela, Banco de Maracaibo fondée en 1882, qui a été absorbé depuis par Banco Occidental de Descuento (BOD) dont le siège est à Maracaibo.

#### Le café et le pétrole

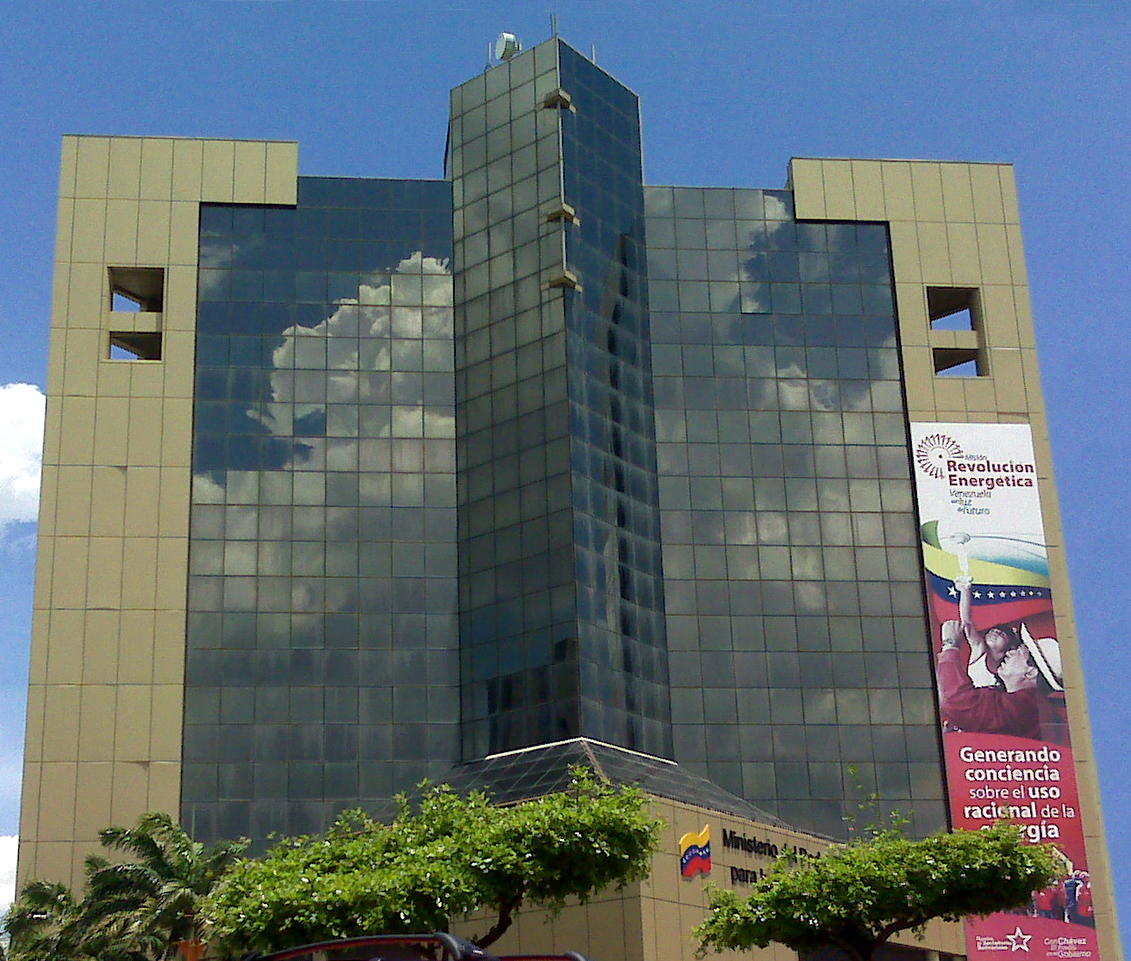
Immeuble de la compagnie nationale PDVSA, avenue 5 de Julio à Maracaibo.

La ville n'acquiert son importance économique qu'en 1876 quand son port se mue en centre d'exportation de café en provenance des Andes vénézuéliennes jusqu'en 1917 avec la découverte du pétrole sur la côte orientale du lac Maracaibo. Le forage du puits Barroso II et son exploitation à partir de 1922 témoigne du potentiel que représentent les réserves de pétrole de la région du lac, et particulièrement du champ pétrolier Bolívar, l'un des plus importants à l'échelle internationale. Maracaibo devient l'une des capitales mondiales du pétrole et doit répondre à une immigration massive d'origine nationale ou étrangère, tout comme les autres localités de l'État de Zulia. De grandes entreprises internationales ont des bureaux à Maracaibo, comme Royal Dutch Shell, Standard Oil of New Jersey (Creole Petroleum Corporation), Standard Oil Company of New York (Socony), Gulf Oil, Standard Oil of California (Chevron), Mobil Oil, Texaco, Sinclair y Occidental, tout comme des entreprises nationales comme CVP, Mito Juan et Talon entre autres.
Le 1er janvier 1976, le Venezuela nationalise l'industrie pétrolière avec la création de la société PDVSA, actionnaire majoritaire des filiales Maraven S.A., Lagoven S.A. et Corpoven S.A., qui maintiennent leur antenne opérationnelle à Maracaibo. Entre 1979 et 1989, l'ensemble du bassin de Maracaibo et Falcón assure entre 70 et 79 % de la production nationale et avoisine 1 900 000 barils par jour. En 1997, PDVSA modifie la structure de son organisation en éliminant ses filiales et regroupant les diverses activités anciennement séparées (exploration, production et vente du pétrole, services et production de gaz). Ces filiales cessent leurs opérations le 31 décembre 1997 et l'intégralité des activités passent sous le contrôle d'une nouvelle entité PDVSA Petróleo y Gas, S.A.

#### Aujourd'hui
Aujourd'hui, l'économie régionale est centrée sur l'extraction, le raffinage et la commercialisation des produits pétroliers, ayant pour conséquence d'importants problèmes environnementaux, dont la pollution du lac Maracaibo.

### Transport
- Aéroport international La Chinita (1969)

### Entreprises et commerces

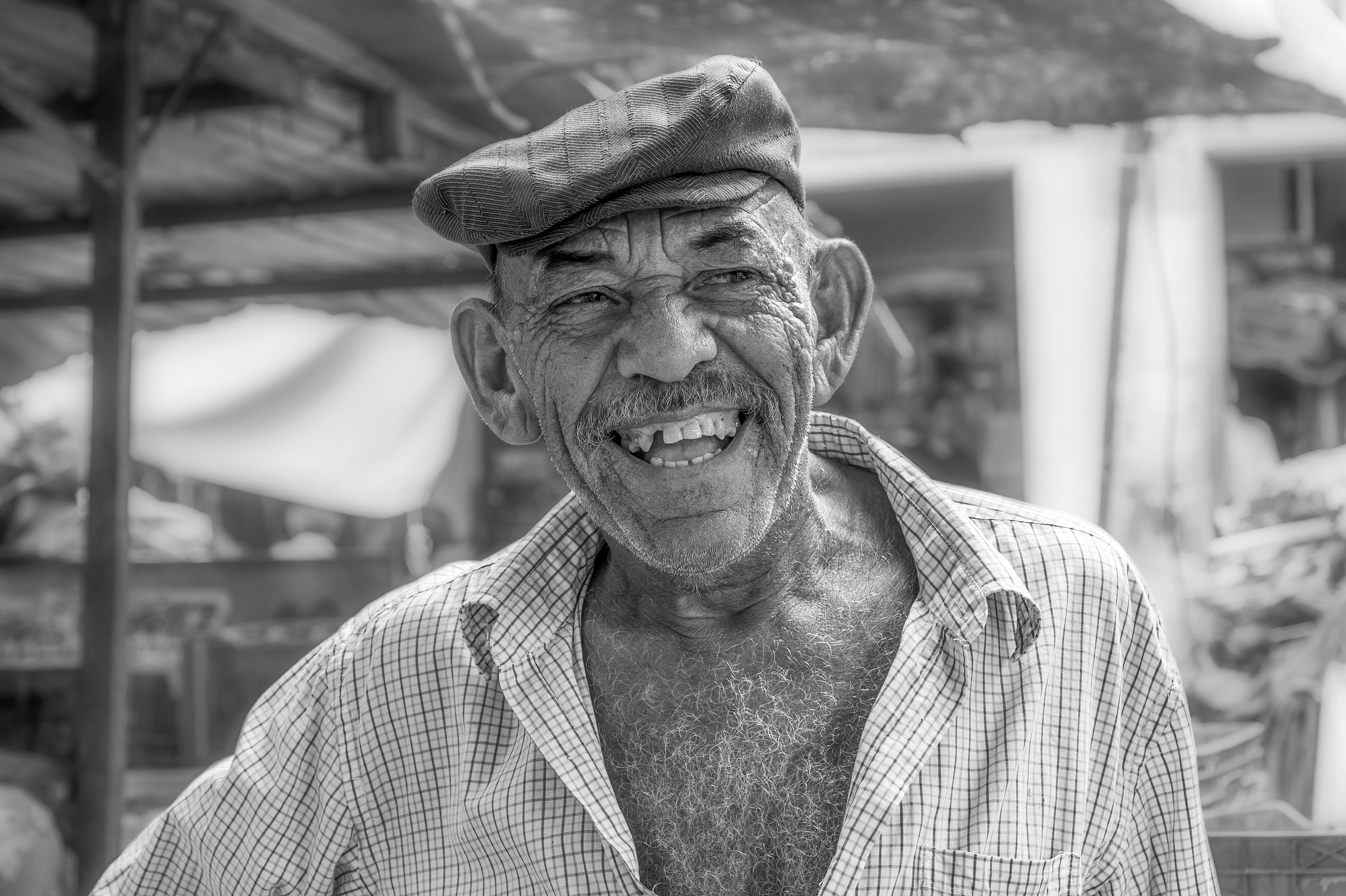
Un poissonnier dans un marché à Maracaibo. Mai 2013.

## Culture et patrimoine

### Monuments et lieux historiques
La ville compte un nombre important de lieux touristiques et monuments historiques, dont la place Bolívar, la rue Carabobo et ses couleurs typiques, la place et le théâtre Baralt, les rives du lac Maracaibo et le pont du Général-Rafael-Urdaneta, la basilique Notre-Dame-de-Chiquinquirá, le complexe scientifique, culturel et touristique comprenant le planétarium Simón-Bolívar et un parc animalier.

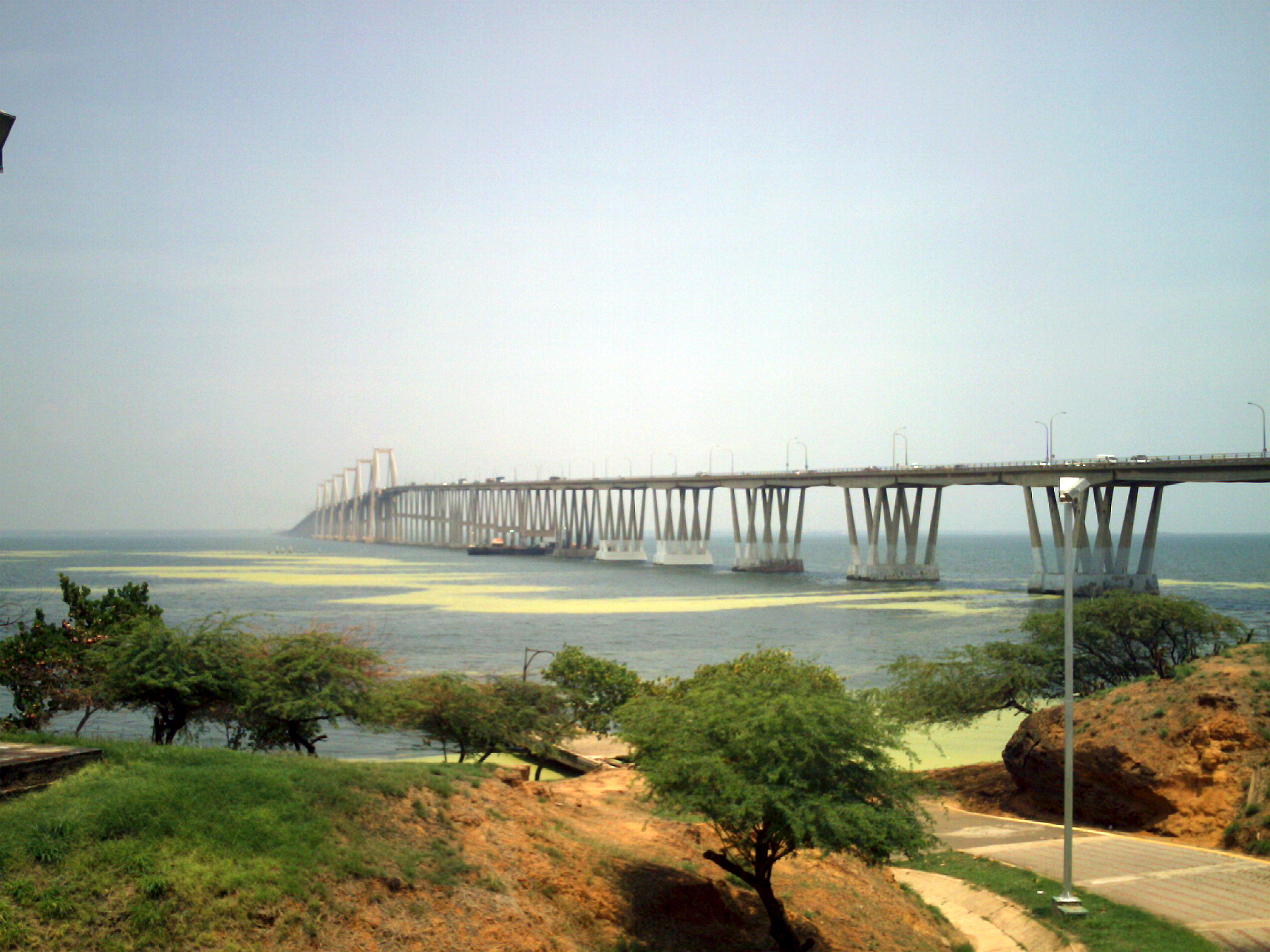
Le pont du Général-Rafael-Urdaneta
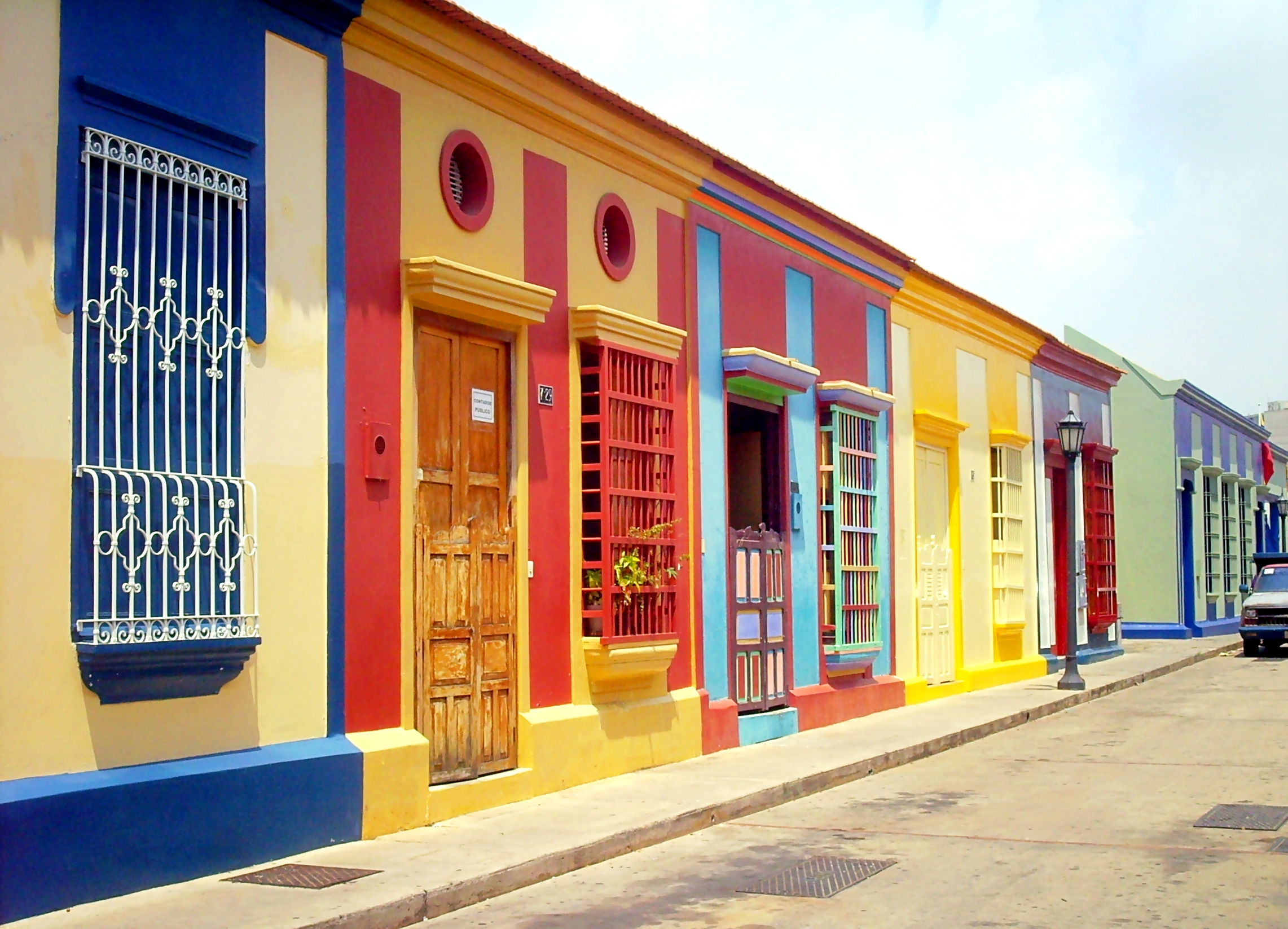
La calle Carabobo

#### Musées, centres culturels et théâtres
La ville accueille plusieurs musées, dont le musée d'Art contemporain de l'État de Zulia (MACZUL), le musée du Général-Rafael-Urdaneta, le musée municipal d'arts graphiques Balmiro León, le centre des Beaux-Arts de Maracaibo et le centre d'art Lía de Bermúdez.

### Patrimoine culturel

#### Culture populaire
Maracaibo est le nom d'une mission dans le jeu Cossacks, où les Anglais tentent de reprendre la ville aux Espagnols. La carte reproduit fidèlement la forme de la baie ainsi que la position de la ville.
Maracaibo est le titre d'un populaire (top 100 BGG) jeu de table créé par Alexander Pfister en 2019.

### Personnalités liées
- Lucila Luciani de Pérez Díaz (1882-1971), née à Maracaibo, historienne, écrivaine et féministe vénézuélienne.
- Antonio Borjas Romero (1913-1992), né à Santa Rita, chirurgien cardiologue, recteur de l'université de Zulia (LUZ), un district de Maracaibo ainsi que la cité universitaire ont été nommé en son nom.

### Relations internationales

#### Jumelage
La ville de Maracaibo est jumelée avec:
- Maracay, Etat d'Aragua, Venezuela
- Cali, Département de Velle del Cauca, Colombie
- Barranquilla, Département d'Atlántico, Colombie
- Guayaquil, Équateur
- Monterrey (Nuevo León), Mexique
- Guadalajara, Jalisco, Mexique
- Miami, États-Unis
- La Nouvelle-Orléans, États-Unis
- Mobile (Alabama), États-Unis
- Campinas, État de São Paulo, Brésil
- Durban, KwaZulu-Natal, Afrique du Sud
- Brême, Allemagne
- Ploiești, județ de Prahova, Roumanie
- Ispahan, Iran
- Taichung City, Taiwan
- Taïnan, Taiwan
- Glasgow, Écosse (2002)
- Los Angeles, États-Unis
- Milan, Italie
- Campinas, Brésil
- Comté de Miami-Dade, États-Unis
- Córdoba, Argentine
- Paraná, Argentine
- Rosario, Argentine